# Zuid-Ossetië
Zuid-Ossetië (Ossetisch: Хуссар Ирыстон; Choessar Iryston, Georgisch: სამხრეთ ოსეთი; Samchret Osseti, Russisch: Южная Осетия; Joezjnaja Osetija) is een bergachtig en dunbevolkt gebied in Georgië, aan de zuidkant van de Grote Kaukasus. Het is de facto een afgescheiden republiek onder de naam Republiek Zuid-Ossetië - Staat Alanië. Georgië refereert eraan met Tschinvali regio, en beschouwt het als onlosmakelijk onderdeel van zijn staatsgebied. Zuid-Ossetië grenst in het westen, zuiden en oosten aan centraal-Georgië en in het noorden aan de Russische deelrepubliek Noord-Ossetië-Alanië. Het heeft een oppervlakte van 3.900 km² en had op 1 januari 2023 volgens eigen tellingen 56.263 inwoners.
Zuid-Ossetië was tussen 1922 en 1990 een autonome oblast binnen de Georgische Sovjetrepubliek. Tijdens het uiteenvallen van de Sovjet-Unie werd in december 1990 de autonomie van de oblast door de Georgische Sovjetrepubliek ingetrokken, wat het Georgisch-Ossetisch conflict verder aanwakkerde en in een burgeroorlog uitmondde. Op 29 mei 1992 verklaarde de regio zich onafhankelijk als Republiek Zuid-Ossetië. Georgië verloor door de Russisch-Georgische Oorlog van augustus 2008 het laatste gezag over Zuid-Ossetië en beschouwt het gebied sindsdien als bezet door Rusland. Sinds deze oorlog erkennen vijf VN-lidstaten de onafhankelijkheid van Zuid-Ossetië.
De zelfverklaarde republiek is afhankelijk van politieke, financiële en militaire steun van Rusland. Er zijn naar schatting 5.000 Russische troepen permanent gestationeerd. Het Zuid-Osseetse separatistische leiderschap heeft regelmatig de intentie uitgesproken om de republiek te verenigen met Noord-Ossetië en op te laten nemen in de Russische Federatie.

## Status

Internationale erkenning van Zuid-Ossetië:
VN-lidstaten en
De facto staten.

Georgië ziet Zuid-Ossetië als onlosmakelijk onderdeel van zijn staatsgebied. Het refereert eraan als 'Tschinvali regio', vernoemd naar de hoofdplaats, die verder geen enkele bestuurlijke status heeft. Het gebied van de voormalige Zuid-Ossetische Autonome Oblast werd door de Georgische autoriteiten in 1995 bestuurlijk herverdeeld over diverse Georgische regio's. Op 29 mei 1992 bekrachtigde het separatistische leiderschap in Zuid-Ossetië het onafhankelijkheidsbesluit, dat zowel door Georgië als de internationale gemeenschap niet werd erkend.
Na de Russisch-Georgische Oorlog van 2008 erkende Rusland op 26 augustus van dat jaar als eerste VN-lid de onafhankelijkheid van het gebied. Daarna volgden Nicaragua (2008), Venezuela (2009), Nauru (2009) en in 2018 Syrië. De Pacifische eilandstaat Tuvalu verklaarde in 2011 Zuid-Ossetië te erkennen, maar trok dit in 2014 weer in na het aangaan van diplomatieke relaties met Georgië. Verder hebben alleen niet algemeen erkende separatistische republieken zoals Abchazië, Transnistrië, Artsach, Sahrawi Arabische Democratische Republiek en de Volksrepublieken Donetsk en Loegansk Zuid-Ossetië erkend als soevereine staat. Samen met Abchazië, Transnistrië en Artsach vormt Zuid-Ossetië de Gemeenschap voor democratie en rechten van staten.

### Aansluiting bij Rusland
Zuid-Ossetië heeft de wens tot aansluiting bij Rusland en het samengaan met Noord-Ossetië nooit onder stoelen of banken gestoken. Dit speelde een belangrijke rol bij de ontstaansgeschiedenis van de Zuid-Ossetische Autonome Oblast in 1922, en kwam terug tijdens de val van de Sovjet-Unie. In januari 2014 werd in Zuid-Ossetië een referendum over vereniging met Noord-Ossetië en aansluiting bij Rusland aangekondigd, te houden tijdens parlementsverkiezingen in juni van dat jaar.
In 2016 werd door parlementsvoorzitter Anatoli Bibilov en president Leonid Tibilov afgesproken een dergelijk referendum na de presidentsverkiezingen van 2017 te houden. Door gebrek aan interesse, urgentie en direct belang voor Moskou werd uitstel afstel. Wel werd een referendum over naamsverandering parallel met de presidentsverkiezingen van 2017 gehouden. Daarmee veranderde de Republiek Zuid-Ossetië haar naam naar de 'Republiek Zuid-Ossetië - Staat Alanië', dat een verwantschap met Noord-Ossetië-Alanië verder moest benadrukken.
Een voorstel in voorjaar 2022 van de toenmalige president Anatoli Bibilov voor een referendum voor aansluiting van Zuid-Ossetië bij Rusland werd niet uitgevoerd. Bibilov deed dit voorstel in aanloop naar de presidentsverkiezingen van 2022, maar na de verkiezingen schrapte zijn opvolger Alan Gaglojev het referendum.

### Paspoortisatie
De meeste inwoners van Zuid-Ossetië verkregen vanaf eind jaren 1990 een Russisch paspoort door actief Russisch beleid. Deze "paspoortisatie" werd een belangrijk speerpunt van Rusland om legitimiteit te kunnen ontlenen aan eventuele interventies. De Russische president Dmitri Medvedev gaf in 2008 aan dat "het beschermen van Russische staatsburgers" de reden van de Russische inval was.

## Geschiedenis
De Osseten (Ossetisch: Ирæттæ, Irættæ) stammen af van de Alanen, een Iraans volk dat onderdeel was van de nomadische Sarmaten en ontstond door vermenging met Kaukasische volkeren. Een deel van de Alanen trok westwaarts Europa in en een deel bleef in het zuiden van het huidige Rusland, langs en ten zuiden van de rivier de Don. In de middeleeuwen stichtten deze oostelijke Alanen het koninkrijk Alanië in de noordelijke Kaukasus, waar het hedendaagse Noord-Ossetië-Alanië een deel van was. In de 13e eeuw werd tijdens het bewind van de Mongolen een deel van deze Alanen gedwongen naar het zuiden te migreren, in en later over het Kaukasusgebergte en mengden zij zich met inheemse Kaukasische volkeren, waaronder de Georgiërs. Troepen van Timoer Lenk roeiden daarna een groot deel van de achtergebleven Alaanse bevolking uit.

### Tot 1801: vorming identiteit

De Osseetse trek naar het zuiden.

Er ontstonden uiteindelijk drie nabijgelegen regio's in de Noordelijke Kaukasus waar de Alanen zich vestigden, die elk een eigen culturele en taalkundige (Osseetse) identiteit ontwikkelden. Iron werd de grootste gemeenschap dat ruwweg het moderne Noord-Ossetië werd. Onder Georgische invloed bekeerden zij zich in 12e-13e eeuw tot het oosters-orthodoxe geloof. Ten westen hiervan lag Digor, de naam van een vallei. De Osseten hier bekeerden zich in de 17e eeuw onder invloed van de Kabardijnen tot de soennitische islam. Dit gebied ligt in het moderne Kabardië-Balkarië en het westelijke deel van Noord-Ossetië. 
Vanaf de late 15e eeuw migreerden Osseten naar Dvaleti, een historische Georgische regio waar de etnisch Georgische Dvalen woonden. Onder Osseten is dit gebied bekend komen te staan als Toealläg (ook wel Toeallag; Toeal betekent 'zuid'). Dvaleti lag ten zuiden van Iron in het uiterste zuiden van het moderne Noord-Ossetië en viel onder het Georgische koninkrijk Kartlië. In literatuur wordt ook wel verwezen naar het Mamison-Narbekken dat ligt tussen de Mamison- en Troeso-passen.
In deze periode vielen Dvaleti en het gebied van het hedendaagse Zuid-Ossetië onder de Kartliaanse regio Samatsjablo en stond onder gezag van de Georgische adellijke familie Matsjabeli. Samatsjablo betekent letterlijk "van Matsjabeli" en het genoot een mate van autonomie binnen Kartlië. De naam Samatsjablo maakte rond 1990 een opleving door als de onofficiële Georgische geuzennaam in een Georgisch nationalistische ontkenning van de Zuid-Ossetische Autonome Oblast. Later werd formeel het minder beladen begrip "Tschinvali regio" geïntroduceerd voor het gebied.
De Toeal Osseetse gemeenschappen stonden door assimilatie met de Dvalen onder Georgische invloed, en waren net als de Irons in het noorden bekeerd tot het oosters-orthodoxe geloof. Taalkundig hadden ze een dialect van het Iron Ossetisch met veel leenwoorden uit het Georgisch. De Toeal Osseten migreerden vanaf Dvaleti zuidwaarts over de Grote Kaukasus, waardoor in de 17e eeuw Osseetse gemeenschappen ontstonden in het uiterste noorden van het moderne Zuid-Ossetië en in de Troesovallei. Dit laatste gebied, dat in de moderne Georgische gemeente Kazbegi ligt, wordt door Zuid-Ossetië ook wel Oostelijk-Ossetië genoemd en het territoriaal claimt.
Na de Russisch-Turkse Oorlog van 1768-1774 werd in 1774 Iron door het Russische Rijk geannexeerd. In 1783 sloot het Georgische Koninkrijk Kartli-Kachetië, waar de Toeallag Osseten onder vielen, het Verdrag van Georgiejevsk met het Russische Rijk, waarna de Russen in 1801 overgingen tot annexatie.

### 1801 - 1917: in het Russische Rijk

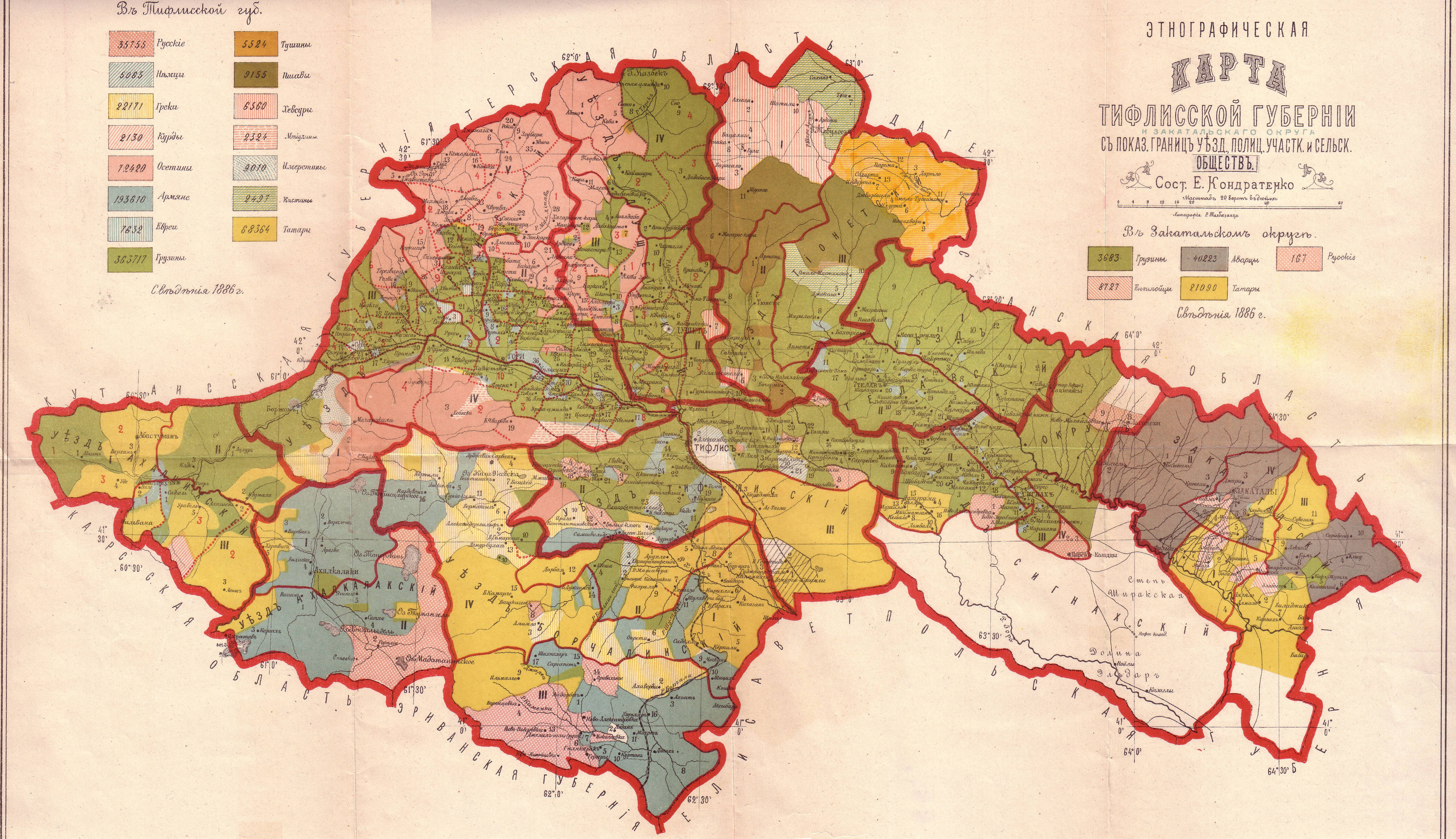
Osseten (effen roze) in Gouvernement Tiflis in 1886.

In de 19e eeuw schreef de Russische kolonel Vasili Potto dat de onderwerping van de Osseten gekoppeld was aan het creëren van veiligheid rond de enige weg die Rusland door de Kaukasus met Georgië verbond, de 'Georgische Militaire Weg' door de Darjalkloof. Arnold Zisserman, een Russische assistent voor het prinselijk gezag in Kachetië, beschreef in 1847 hoe de onderwerping van de Kisten nodig was voor de veiligheid van de strategisch belangrijke weg. De Kisten, Georgische Tsjetsjenen, zorgden regelmatig voor problemen rond de weg, die ook de Osseetse gemeenschappen aan beide zijden van de Kaukasus met elkaar verbond bij gebrek aan een goed direct alternatief. De Russische heersers vestigden Osseten langs de weg om een demografische buffer tegen minder vriendelijke volkeren te creëren, wat een veilige doorgang ten goede kwam. De Iron en Toeallag Osseten raakten mede hierdoor meer op Rusland georiënteerd, wat in de 20e eeuw doorwerkte.
Tijdens de Russische bestuurlijke herindeling van Transkaukasië in 1846 kwam het grootste deel van het Toeallag Osseetse leefgebied in het gouvernement Tiflis te liggen. Een kleiner noordwestelijk deel werd bij het gouvernement Koetais ingedeeld. Binnen het gouvernement Tiflis kwamen de Osseten bestuurlijk in het oejezd Gori terecht, waarbinnen het okroeg Ossetië werd gecreëerd. Dit was de eerste bestuurlijke eenheid op historisch Georgisch grondgebied die in de naam direct aan de Osseten refereerde. In 1859 werd dit district weer afgeschaft door samenvoeging met het district Gorsky en het oostelijke deel van Ossetië naar het oejezd Tianeti ging. Medio 1859 werd Dvaleti van het oejezd Gori en gouvernement Tiflis afgescheiden en als district Nar aan het Osseets Militaire District toegevoegd, dat in 1860 opging in het oblast Terek. Een reden was dat dit deel van het gouvernement Tiflis ten noorden van de waterscheiding van de Kaukasus lag en het bestuur zo eenvoudiger werd gemaakt. Heden ten dage is dit het uiterste zuiden van het Noord-Osseetse district Alagirski.
Gedurende de 19e eeuw migreerden de Toeallag Osseten verder naar het zuiden, via de lagere bergen van Sjida Kartli over de centraal-Georgische rivier de Mtkvari, naar het Trialetigebergte. In Rusland en Zuid-Ossetië wordt aan hen gerefereerd als Trialeti-Osseten (Ossetisch: Триалеты Ирыстон). Zij vestigden zich in de centraal-Georgische districten Chasjoeri, Kareli, Gori, en Kaspi en assimileerden met de Georgiërs waardoor er veel gemengde families ontstonden.

### 1918 - 1921: in de Democratische Republiek Georgië
Na de Oktoberrevolutie in 1917 riepen Georgië, Armenië en Azerbeidzjan in 1918 gezamenlijk de onafhankelijkheid uit van de Transkaukasische Democratische Federatieve Republiek. Deze viel na vijf weken uit elkaar in drie landen, toen de Democratische Republiek Georgië zich op 26 mei 1918 onafhankelijk verklaarde. Daarvoor, in juni 1917 richtten de Osseten in Georgië een Nationale Raad van Zuid-Ossetië op, vijf maanden voordat de Georgiërs dat deden.
Geïnspireerd door de vestiging van de Sovjetregering in Noord-Ossetië en de oprichting van de Sovjetrepubliek Terek vond er in maart 1918 een boerenopstand plaats, de eerste van drie Osseetse opstanden tot 1921. Ondanks deze opstand, waarbij Tschinvali werd geplunderd, ontwikkelden de relaties tussen de Osseten en de Georgiërs zich binnen de nieuwe Georgische staat in eerste instantie positief.
In augustus 1918 stelde de Nationale Raad van Zuid-Ossetië in een verklaring: "Zuid-Ossetië maakt deel uit van de Democratische Republiek Georgië op basis van brede territoriale soevereiniteit - voor een enkel grondgebied voor de bevolking en op basis van culturele en persoonlijke autonomie voor de Osseten die in Georgië wonen". De Nationale Raad verwachtte een Georgisch voorstel en uitwerking hiertoe dat aan het Zuid-Osseetse congres voorgelegd moest worden. De roep om politieke autonomie kwam in 1919 opzetten, iets dat voor de Georgiërs een brug te ver was. Volgens hen boden zij via de Onafhankelijkheidsverklaring van 1918 en de grondwet (in ontwerp) vrije sociaaleconomische en culturele ontwikkeling, gelijke politieke en burgerrechten voor alle burgers van het land ongeacht religie of etniciteit.

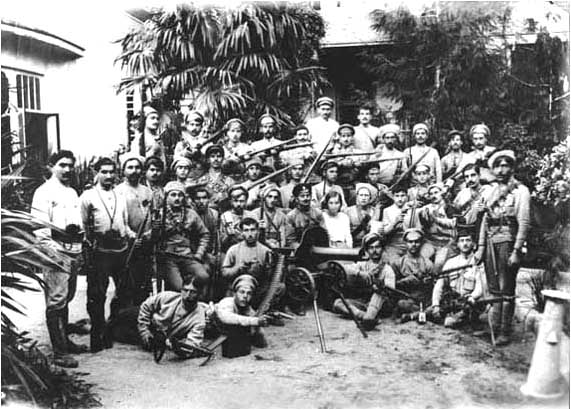
Mensjewistische Volkswacht voerde onderdrukking rebellie uit.

Uiteindelijk ontstond frictie tussen de Osseten en Georgiërs door een (economische) klassenstrijd, waaronder over het (feodale) landbeleid. Georgiërs waren voornamelijk landeigenaren, van welk land de Osseetse boeren gebruik maakten in een feodale constructie. Dit leidde tot agressie van (Osseetse) boeren richting de (Georgische) landeigenaren, wat door de Georgische autoriteiten werd onderdrukt. Vanuit Osseets perspectief werd deze klassenstrijd een etnisch conflict dat doorwerkte tot in de 21e eeuw. De Nationale Raad van Zuid-Ossetië bestond geheel uit bolsjewieken, terwijl Georgië door mensjewieken bestuurd werd. De Russische bolsjewieken, die een onafhankelijk Georgië niet accepteerden, schoten de Osseten te hulp in de oplopende frictie met de Georgiërs om zo de Georgische staat te helpen ondermijnen.
Osseetse rebellen probeerden in de periode 1918-1920 meermaals een Sovjetregime te vestigen en aansluiting bij bolsjewistisch Rusland te bewerkstelligen. Een deel van de Osseten zag de inclusie van het zuidelijke Osseetse leefgebied in de Georgische staat helemaal niet zitten, en zagen dit als een bezetting. In hun interpretatie van de geschiedenis had Ossetië zich in 1774 vrijwillig bij Rusland aangesloten, en was elke (staatkundige) scheiding ten noorden en zuiden van de Kaukasus onrechtmatig. In de Osseetse lezing wordt genegeerd dat de Russische annexatie van (Iron) Ossetië in 1774 geen betrekking had op de Toeallag Osseetse gemeenschap in het Georgische Koninkrijk Kartli-Kachetië dat in 1801 geannexeerd werd.
Op 27 april 1920 vond er een Sovjet-coup in Bakoe plaats, die een paar dagen later gevolgd werd door een couppoging van Georgische bolsjewieken in Tbilisi, in de verwachting dat het Rode Leger te hulp zou schieten. Deze hulp kwam niet en de coup faalde. Op 7 mei 1920 tekenden Sovjet Rusland en de Democratische Republiek Georgië het Verdrag van Moskou waarmee Rusland de onafhankelijke Georgische staat en de bestaande grenzen tussen beide erkende. Hiermee eindigde de Russische bemoeienis niet. In het Russische Vladikavkaz werd door het Kaukasisch Commissariaat (Kavkom) in juni 1920 het Zuid-Osseetse Revolutionair Comité (Revkom) opgericht. Deze organiseerde in het district Roki een Osseetse opstand, die door Georgische troepen werd onderdrukt.
Met Russische steun stuurde het Revkom Noord-Osseetse strijdkrachten via de Darjalkloof naar Georgië om Zuid-Ossetië binnen te vallen, wat in strijd was met het verdrag dat een maand eerder was gesloten. De aanval werd door het Georgische leger afgeslagen en leidde tot de dood van circa 5.000 (Osseetse) soldaten, lokale sympathisanten en vluchtelingen. Ongeveer 20.000 Zuid-Osseten sloegen op de vlucht naar het noorden. Het bleek een Georgische pyrrusoverwinning, want de gebeurtenis staat in het moderne Zuid-Ossetië bekend als de 'Osseetse genocide' en is een belangrijke factor in de nationaal-historische identiteit van de Osseten en hun afkeer van Georgië. In 1921 veroverde het Rode Leger de jonge Georgische republiek.

### 1921 - 1991: in de Sovjet-Unie

Oprichting van Zuid-Ossetische AO in 1922 over de toenmalige Georgische districten. In 1995 werden de oude grenzen hersteld voor de nieuwe regio's.

De Georgische Socialistische Sovjetrepubliek, opgericht na de verovering in 1921 van de Democratische Republiek Georgië door het Rode Leger, creëerde op 20 april 1922 de Zuid-Ossetische Autonome Oblast. Sommigen geloven dat de bolsjewieken deze autonomie aan de Osseten verleenden voor hun loyaliteit in de strijd tegen de Democratische Republiek Georgië, aangezien dit gebied vóór de Sovjet-invasie geen afzonderlijke entiteit was geweest.
Het tekenen van de bestuurlijke grenzen van de Zuid-Ossetische AO was een ingewikkeld proces. Naast delen van de oejezd (provincie) Gori en oejezd Doesjeti werden ook delen van oejezd Ratsja opgenomen in de Zuid-Ossetische AO. Al deze gebieden waren historisch inheems Georgisch land. Na veel discussie en onder protest van de Georgische bevolking werden tientallen in meerderheid of exclusief etnisch Georgische dorpen opgenomen in de Zuid-Ossetische AO. In deze nederzettingen woonden ongeveer 20.000 Georgiërs en 1.110 Osseten.
Tegelijkertijd werden Osseetse nederzettingen in Ratsja (Tsjasaval dorpsgemeenschap), een deel van het district Doesjeti, het Kobi district (Kazbegi) en de Osseetse dorpen in het Trialetigebergte niet bij de oblast toegevoegd, ondanks een Osseetse wens. Het grootste deel van de Osseetse gemeenschap in de Georgische sovjetrepubliek bleef daarmee buiten de Zuid-Ossetische Autonome Oblast. Hoewel de stad Tschinvali weinig Osseetse inwoners had en omringd werd met etnisch Georgische dorpen, werd het toch de hoofdstad van de Zuid-Ossetische AO. De Sovjet-autoriteiten zagen geen alternatief: Tschinvali was de enige plaats van formaat dat tot bestuurlijk centrum van de oblast kon worden bestempeld.
Het historische Ossetië in de Noord-Kaukasus had tot 1924 geen eigen politieke entiteit, toen de Noord-Ossetische Autonome Oblast werd opgericht. In 1925 deden de Osseten bij Stalin, zelf een Georgiër, een poging om de beide Ossetische deelgebieden bestuurlijk te verenigen, maar dit initiatief had geen resultaat. Ondanks herhaaldelijke pleidooien en besluiten op diverse Zuid-Osseetse Sovjetcongressen in deze periode werd het gebrek aan een directe wegverbinding en de geografische scheiding aangehaald als een argument tegen de vereniging. Een resolutie om beide gebieden in de Georgische sovjetrepubliek op te nemen werd door de centrale autoriteiten in Moskou niet geaccepteerd, onder meer omdat men vreesde voor etnische spanningen in de Noordelijke Kaukasus, met name met de Ingoesjen. Daarnaast vreesde men voor de stabiliteit van de relatie tussen Moskou en de Georgiërs op het moment dat de Zuid-Ossetische AO in de Russische SFSR zou worden opgenomen.
Hoewel de Osseten hun eigen Ossetische taal hebben, waren Russisch en Georgisch de officiële in de autonome oblast. Binnen de Georgische sovjetrepubliek genoten de Osseten culturele autonomie net als andere minderheden, waaronder het spreken van de Ossetische taal en het onderwijzen ervan op scholen. In 1989 woonde 60% van de Osseten in de Georgische SSR buiten de Zuid-Ossetische AO, en leefden zij een geïntegreerd leven met Georgiërs. Tot aan 1989 leidde de Zuid-Ossetische Autonome Oblast een vrij onopvallend bestaan in de Georgische SSR. Door Osseetse lobby, in weerwil van Georgische tegenlobby, werd in de periode 1975-1986 een directe wegverbinding gebouwd tussen de Noord- en Zuid-Osseetse autonome gebieden.

#### Nationalisme en burgeroorlog
Na het aantreden van Michail Gorbatsjov als leider van de Sovjet-Unie en zijn beleid van glasnost en perestrojka ontstond er ruimte voor nationalisme in de gehele Sovjet Unie, ook in Georgië. De dissident Zviad Gamsachoerdia joeg de Georgische onafhankelijkheidsstrijd eind jaren 1980 aan met (etnisch) nationalisme, wat snel tot frictie met de Osseten leidde, met name in Zuid-Ossetië. Gamsachoerdia en andere Georgische nationalisten voerden een campagne tegen etnische minderheden in Georgië. Daar tegenover hernieuwden de Zuid-Osseten hun inspanningen om hun bestuurlijke status binnen de Sovjet-Unie te verhogen. De Georgische Opperste Sovjet verklaarde in 1989 het Georgisch de nationale taal voor de hele republiek. Dit veroorzaakte onrust in Zuid-Ossetië, waar de leiders eisten dat het Ossetisch de taal van de autonome oblast zou worden. Op dat moment was Russisch de officiële taal in het autonome deelgebied.
Op 10 november 1989 deed de Zuid-Osseetse Raad een verzoek bij de Georgische Opperste Sovjet om van de autonome oblast (AO) een autonome sovjetrepubliek (ASSR) te maken, gelijke Abchazië en Adzjarië, wat de Georgische autoriteiten niet zagen zitten. Daarnaast speelde de taalkwestie een rol in oplopende spanningen, ondanks pogingen deze te bezweren door middel van openbare fora waaraan zowel Georgiërs als Osseten deelnamen. Dit kon niet voorkomen dat op 23 november 1989 15.000 Georgiërs naar Tschinvali marcheerden, onder leiding van Gamsachoerdia. De karavaan van bussen en auto's werd opgewacht door Osseten en soldaten van het 8e regiment van het Sovjetleger, die hen de toegang tot de stad verhinderden. Bij de confrontatie vielen de eerste slachtoffers in het Georgisch-Ossetisch conflict.

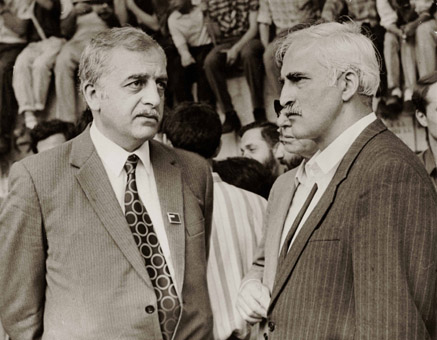
De Georgische leider Gamsachoerdia (l) joeg het Georgisch-Ossetisch conflict aan.

Na de eerste vrije verkiezingen in de Georgische Sovjetrepubliek in het najaar van 1990 werd Gamsachoerdia tot leider van de Georgische sovjetrepubliek gekozen. Tijdens de voorafgaande campagne liepen de spanningen met de Osseten verder op. De Georgische autoriteiten verboden regionale partijen mee te doen, wat in Zuid-Ossetië gezien werd als uitsluiting van hun Volksfront (Ademon Nychas). Op 20 september 1990 riepen zij de 'Zuid-Ossetische Democratische Sovjetrepubliek' (Russisch: Юго-Осетинскую Советскую демократическую республику) uit als unierepubliek (SSR) binnen de Sovjet-Unie.
Op 9 december 1990 hielden de Zuid-Osseten verkiezingen voor het parlement van hun uitgeroepen sovjetrepubliek, en op 11 december verklaarden zij zich bestuurlijk ondergeschikt aan Moskou in plaats van Tbilisi. De Georgische regering onder leiding van Gamsachoerdia en zijn Ronde Tafelcoalitie, die de Georgische verkiezingen van oktober 1990 gewonnen had, trok op diezelfde dag de Zuid-Osseetse autonomie in. Voor de Georgiërs bestaat de bestuurlijke eenheid Zuid-Ossetië sinds die datum niet meer.
De Georgische autoriteiten kondigden vervolgens in december 1990 de noodtoestand af in Zuid-Ossetië en benoemden de commandant van de Georgische Binnenlandse Troepen als burgemeester van Tschinvali. Kort daarna vonden in januari 1991 gewapende confrontaties plaats, toen enkele duizenden Georgische troepen in Tschinvali arriveerden. De burgeroorlog in Zuid-Ossetië was een feit, en duurde anderhalf jaar tot na de onafhankelijkheid van Georgië.
Op 7 januari 1991 annuleerde Sovjet president Michail Gorbatsjov zowel de Zuid-Ossetische verklaring tot zelfstandige Sovjetrepubliek als de Georgische annulering van de Zuid-Ossetische autonomie en riep Georgische troepen op zich terug te trekken. Het Georgische parlement stemde hier niet mee in. Een vluchtig tot stand gekomen protocol in maart 1991 met de Russische Sovjet Republiek ter beëindiging van het conflict kwam niet ten uitvoer doordat Georgië zich op 9 april 1991 van de Sovjet-Unie afscheidde.

### 1991 - 2004: in het onafhankelijke Georgië

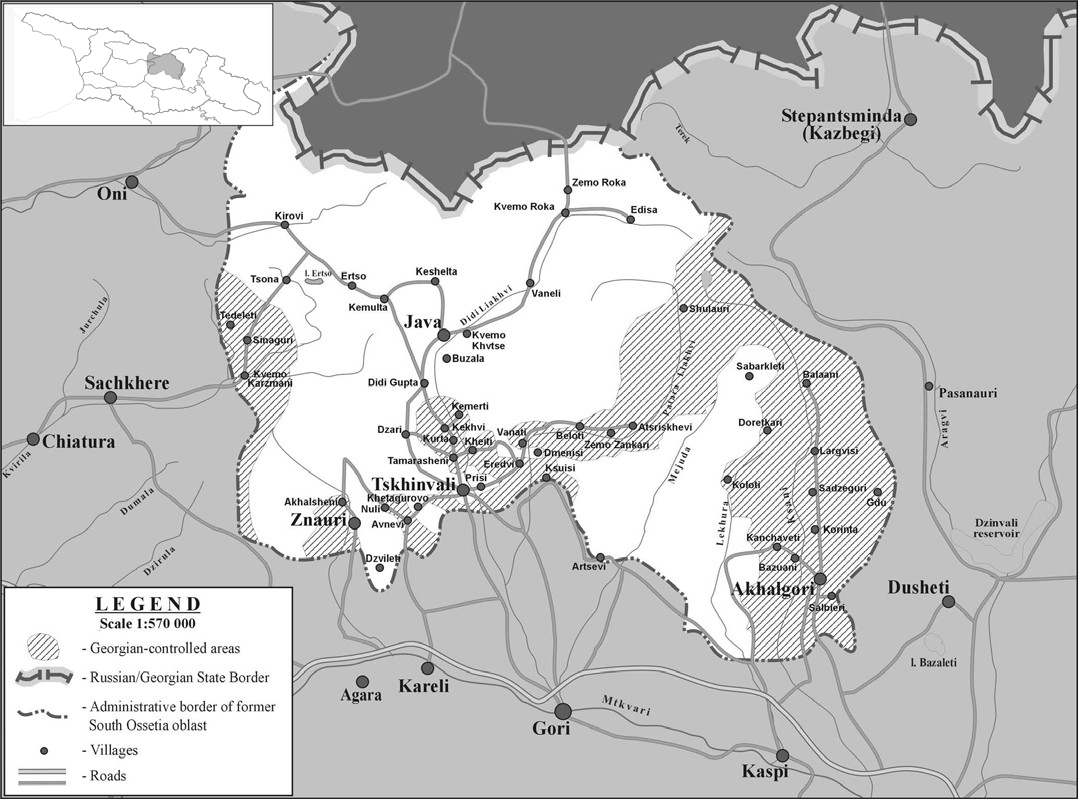
Georgisch gecontroleerde gebieden Zuid-Ossetië 1992 - 2008.

Zviad Gamsachoerdia werd op 26 mei 1991 gekozen als eerste president van de onafhankelijke republiek Georgië. Door onder andere Russische wapenleveranties aan de Osseten kon de burgeroorlog in Zuid-Ossetië voortduren. Op 21 december 1991 nam de Hoge Raad van Zuid-Ossetië de onafhankelijksheidsverklaring aan waarin de Republiek Zuid-Ossetië werd uitgeroepen. Op 19 januari 1992 volgde een referendum waarbij volgens de Zuid-Osseetse autoriteiten 99% voor deze onafhankelijheid stemde en tevens voor aansluiting bij Rusland en Noord-Ossetië. Deze hielden de boot af door conflicten met Ingoesjetië over het District Prigorodni. Op 29 mei 1992 werd de Zuid-Osseetse onafhankelijkheidsverklaring formeel aangenomen, wat voor de Zuid-Osseten als hun dag van onafhankelijkheid geldt. Georgië erkende zowel het referendum als de Zuid-Osseetse onafhankelijkheidsverklaring niet.
Ondertussen was in januari 1992 de Georgische president Gamsachoerdia door een coup verdreven. Toen Eduard Sjevardnadze in maart 1992 terugkeerde in de Georgische politiek om het land te leiden kwam er ruimte voor een oplossing van het conflict. In juni 1992 stelde de voorzitter van de Russische Sovjet nog dat de Georgische daden als genocide konden worden omschreven en dat Rusland daardoor gedwongen kon worden het verzoek tot Zuid-Osseetse aansluiting te overwegen. Na rapportages dat Rusland zware wapens had geleverd aan de Osseten stelde Sjevardnadze dat Rusland daarmee een actieve partij was in het conflict.
In diezelfde maand, op 24 juni 1992, werd in het Russische Sotsji een staakt-het-vuren overeengekomen op initiatief van de Russische president Boris Jeltsin. Een vredesoperatie onder gezag van de 'Joint Control Commission' en geleid door Rusland, zag vanaf 14 juli 1992 toe op het naleven van het bestand. Deze Joint Peacekeeping Forces (JPKF) bestond uit 500 Russen, 500 (Noord-)Osseten en 500 Georgiërs. In 2007 was de verdeelsleutel 500 Russen, 500 (Noord-)Osseten en 320 Georgiërs.
De oorlog kostte aan meer dan duizend mensen het leven, en verdreef tienduizenden van huis en haard. Volgens onderzoeksschattingen vluchtten ongeveer 10.000 Georgiërs uit Zuid-Ossetië en raakten circa 60.000 Georgische Osseten ontheemd, zowel van binnen als buiten Zuid-Ossetië. Volgens de UNHCR zouden iets minder dan 1300 van de Georgiërs nadien teruggekeerd zijn. Naar schatting ruim 20.000 Osseten vluchtten naar Noord-Ossetië en er vond een ontmenging van Georgische en Osseetse gemeenschappen plaats, ook in delen van Georgië buiten Zuid-Ossetië. Bij de volkstelling van 2002 telde Georgië 60.000 minder Osseten buiten Zuid-Ossetië ten opzichte van 1989. Veel Zuid-Osseetse vluchtelingen werden ondergebracht in gebieden vanwaar de Ingoesjen door Stalin in 1944 verbannen waren, wat tot een conflict tussen de Osseten en de Ingoesjeten leidde betreffende het recht op hun terugkeer.
Tussen 1992 en 2004 bleef Zuid-Ossetië feitelijk deel uitmaken van de Georgische economie en het conflict was daarmee meer een "geweldloos politiek geschil dan een giftig conflict". Georgië had ook feitelijk controle over een deel van Zuid-Ossetië, met name waar de Georgische gemeenschap woonde, het oostelijke district Achalgori, de omgeving rond de stad Tschinvali en enkele gemeenschappen langs de westelijke grens van Zuid-Ossetië. De meeste de gevluchte Osseten en Georgiërs keerden niet terug. In 2004 was het geschatte aantal inwoners van Zuid-Ossetië 65.000 tegenover 99.700 bij de volkstelling van 1989.

### 2004 - 2008: naar een nieuwe oorlog
In 2004 beloofde de nieuwe Georgische president Micheil Saakasjvili het Georgische gezag te herstellen over Adzjarië, Abchazië en Zuid-Ossetië. In het voorjaar van 2004 werd het Georgische gezag over Adzjarië hersteld en vluchtte de Adzjaarse leider Aslan Abasjidze, een bondgenoot van Rusland, naar Moskou. De Georgische regering maakte daarnaast een speerpunt van anti-corruptiebeleid. De smokkel van goederen uit Rusland via Zuid-Ossetië, waar Georgië de grensovergang bij de Roki-tunnel niet controleerde, werd gezien als een groot probleem. Georgië schatte dat het door deze smokkel ongeveer 130 miljoen dollar per jaar aan douane-inkomsten miste. De markt in Ergneti, een paar kilometer ten zuiden van de Zuid-Osseetse hoofdstad Tschinvali, was een vrijhaven van deze smokkel geworden. De markt werd in mei-juni 2004 door de Georgische autoriteiten gesloten, wat tot spanningen met de Zuid-Osseetse separatistische autoriteiten leidde.
In juni 2004 mengde Rusland zich in de kwestie, en waarschuwde tegen "provocatieve stappen" die tot "extreem negatieve consequenties" kunnen leiden, wat in een scherpe reactie uit Tbilisi resulteerde: “de kwestie betreft het grondgebied van Georgië en niemand kan voorkomen dat de Georgische autoriteiten orde brengen in het hele land”. Rusland koos steeds meer openlijk partij voor Zuid-Ossetië, die de directe communicatie met Tbilisi verbrak. Zuid-Ossetië vroeg Rusland om erkenning van de onafhankelijkheid en om aansluiting bij Rusland. Een zomer van oplopende spanningen volgde: Georgië confisqueerde een Russisch wapentransport, Georgische controleposten werden onder vuur genomen en Georgische vredestroepen raakten gewond en tientallen werden gevangen genomen bij een aanval op een Georgisch dorp. Na kleinere incidenten over en weer kwam het in de derde week van augustus 2004 tot grotere confrontaties met 20 doden tot gevolg, waarna Georgië besloot de troepen terug te trekken.
Ondanks pogingen in 2005 van zowel Georgië als Rusland om tot een vergelijk te komen over Russische terugtrekking uit Zuid-Ossetië (en Abchazië) en het akkoord over Russische terugtrekking uit bases in andere delen van Georgië, veranderde de relatie medio 2006 fundamenteel. Ook het vertrouwen van de Osseten in de (goede) intenties van Tbilisi stonden onder druk. Rusland herhaalde frequent het standpunt de de facto afscheidingsgebieden Transnistrië, Abchazië, Zuid-Ossetië en Nagorno-Karabach te zullen erkennen zodra de onafhankelijkheid van Kosovo erkend zou worden.
In het najaar van 2006 werden twee parallelle verkiezingen gehouden in Zuid-Ossetië voor het leiderschap over het gebied. In oktober 2006 kondigde de oppositiebeweging Reddingsunie van Osseten aan dat ze op 12 november 2006 een alternatieve verkiezing en referendum in Zuid-Ossetië zouden gaan organiseren, op dezelfde dag dat de Zuid-Osseetse separatistische autoriteiten presidentsverkiezingen organiseerden. De separatistische leiders zagen dit als een provocatie en poging tot confrontatie. De Reddingsunie was een paar weken eerder opgericht door Osseten die in de voorgaande separatistische regering van Zuid-Ossetië onder Ljoedvig Tsjibirov (1996-2001) dienden. Voormalig premier Dmitri Sanakojev werd als alternatieve president gekozen en 94% van de kiezers zou gestemd hebben voor een federatieve oplossing binnen Georgië. In de door de separatisten georganiseerde verkiezingen werd de zittende president Edoeard Kokojti met 98% van de stemmen herkozen en zou 99,9% van de kiezers gestemd hebben voor de onafhankelijkheid. De regering van Georgië erkende de regering Sanakojev en belastte hem met het gezag over de Provisionele Territoriale Eenheid Zuid-Ossetië. 
Toen westerse landen, onder leiding van de VS, in de winter van 2008 de onafhankelijkheid van Kosovo erkenden en kort daarop Georgië en Oekraïne een zogeheten open-deur uitnodiging kregen van de NAVO om op termijn lid te worden, escaleerden de spanningen rond Zuid-Ossetië en Abchazië snel. Rusland dreigde "er alles aan te doen om Oekraïne en Georgië niet toe te laten tot de NAVO". Kort daarop formaliseerde Rusland directe relaties met Zuid-Ossetië en Abchazië, bracht het zwaar militair materieel naar Abchazië dat buiten het vredesmandaat viel, richtte extra bases op, en werd de spoorweg in zuidelijk Abchazië door Russische militairen opgeknapt. De spanningen concentreerden zich in deze fase voornamelijk rond Abchazië. Maar dat veranderde eind juli nadat Rusland de grootschalige Kavkaz 2008 militaire oefeningen aan de Georgische grens bij Zuid-Ossetië afrondde.

### 2008: oorlog

Haard van het conflict in Zuid-Ossetië. Blauwe pijlen tonen Georgische offensieven, rode pijlen Russische.

In de eerste week van augustus 2008 laaide het geweld in Zuid-Ossetië op met provocaties vanuit Zuid-Osseetse zijde en beschietingen op etnisch Georgische dorpen. Op 7 augustus 2008 kondigde Georgië een wapenstilstand af, wat beantwoord werd met Zuid-Osseetse aanvallen op Georgische dorpen. Op de late avond van 7 augustus 2008 kondigde de Georgische legerleiding aan de "constitutionele orde [in Zuid-Ossetië] te herstellen" en trokken Georgische troepen de hoofdstad Tschinvali binnen. Rusland reageerde met het sturen van meer dan 100 tanks en vliegtuigen, die het gebied reeds op 9 augustus onder controle hadden. Ook werden verschillende Georgische steden en militaire en civiele infrastructuur in het land bestookt door Russische gevechtsvliegtuigen. Op 12 augustus kwamen de Russen en Georgiërs een wapenstilstand overeen door interventie van de Europese Unie onder leiding van de Franse president Nicolas Sarkozy, met een zespuntenplan om onderhandelingen te starten.
Kort nadat Russische troepen zich begonnen terug te trekken uit delen van Georgië buiten Zuid-Ossetië, verklaarde de Russische president Dmitri Medvedev op 26 augustus 2008 dat Rusland de onafhankelijkheid van zowel Zuid-Ossetië als Abchazië erkent. Deze stap werd door de Verenigde Staten, de Europese Unie, de NAVO en andere gremia sterk veroordeeld als een schending van de Georgische territoriale integriteit en soevereiniteit. Op 4 september 2008 erkende Nicaragua als eerste na Rusland de onafhankelijkheid van Zuid-Ossetië, waarna Venezuela (2009), Nauru (2009) en Syrië (2018) volgden. In het kader van het zespuntenakkoord spraken de Russische president Medvedev en de Franse president Sarkozy op 8 september 2008 af dat de Russische troepen zich zouden terugtrekken naar 'pre-conflict posities'.
Een dag later kondigde het Kremlin aan 3.800 Russische troepen permanent te stationeren in zowel Zuid-Ossetië als Abchazië op basis van overeenkomsten met beiden. Dit werd door Georgië en haar westerse bondgenoten gezien als schending van het zespuntenakkoord en de Georgische soevereiniteit. In reactie nam Georgië in oktober 2008 de "Wet op bezette gebieden" aan. De wet bepaalt onder meer dat Zuid-Ossetië en Abchazië alleen vanuit Georgisch gecontroleerd gebied betreden mogen worden (dus niet vanuit Rusland). Daarnaast stelt de wet dat de Russische Federatie volledig verantwoordelijk is voor de schending van de mensenrechten in Abchazië en Zuid-Ossetië.
Het Europese Hof voor de Rechten van de Mens stelde Rusland als feitelijk bezetter van Zuid-Ossetië aansprakelijk voor de mensenrechtenschendingen die plaatsvonden na het staakt-het-vuren van 12 augustus 2008. De uitspraak ging specifiek om de behandeling van Georgiërs in gevangenschap, de etnische zuiveringen en het blokkeren van de terugkeer van Georgische vluchtelingen. Rusland werd in 2023 in deze zaak veroordeeld tot het betalen van ongeveer 130 miljoen euro aan de Georgische staat.

### Na 2008
Vanaf 2009 heeft de Russische Federatie de militaire infrastructuur en aanwezigheid in Zuid-Ossetië sterk uitgebreid. Eerst werd de 4e Garde Militaire Basis in Tschinvali en Dzjava opgericht, vervolgens begon Rusland met de bouw van grenswachtbases die onder het bevel van de Russische FSB-grenswachtdienst staan om de zogeheten staatsgrens van Zuid-Ossetië af te bakenen en "te beschermen". In totaal zijn er bijna 20 van deze zogenaamde "gemilitariseerde grenswachtbases" gebouwd nabij de de facto grens van Zuid-Ossetië met Georgisch gecontroleerd gebied. Sindsdien zijn in Zuid-Ossetië circa 3.500 Russische militairen en ongeveer 1.500 FSB-grenswachten gestationeerd. In maart 2015 sloot Rusland een verdrag met Zuid-Ossetië waarin de samenwerking en integratie van veiligheidsdiensten, legers en grensbewaking werd geregeld. Georgië sprak van een 'stap richting annexatie'. In maart 2017 volgde een overeenkomst waarbij de Zuid-Osseetse strijdkrachten geheel opgenomen werden in de Russische.
In 2015 en 2016 werd door de Zuid-Osseetse president Leonid Tibilov een referendum over het samengaan met Rusland voorgesteld, maar dit werd voor onbepaalde tijd uitgesteld. Op 9 april 2017 werd gelijktijdig met de Zuid-Osseetse presidentsverkiezingen een referendum gehouden over de naam van de de facto republiek: 80% van de stemmers steunde de naamswijziging naar "Republiek Zuid-Ossetië - Staat Alanië", bedoeld om eenheid met de Republiek Noord-Ossetië-Alanië te suggereren.

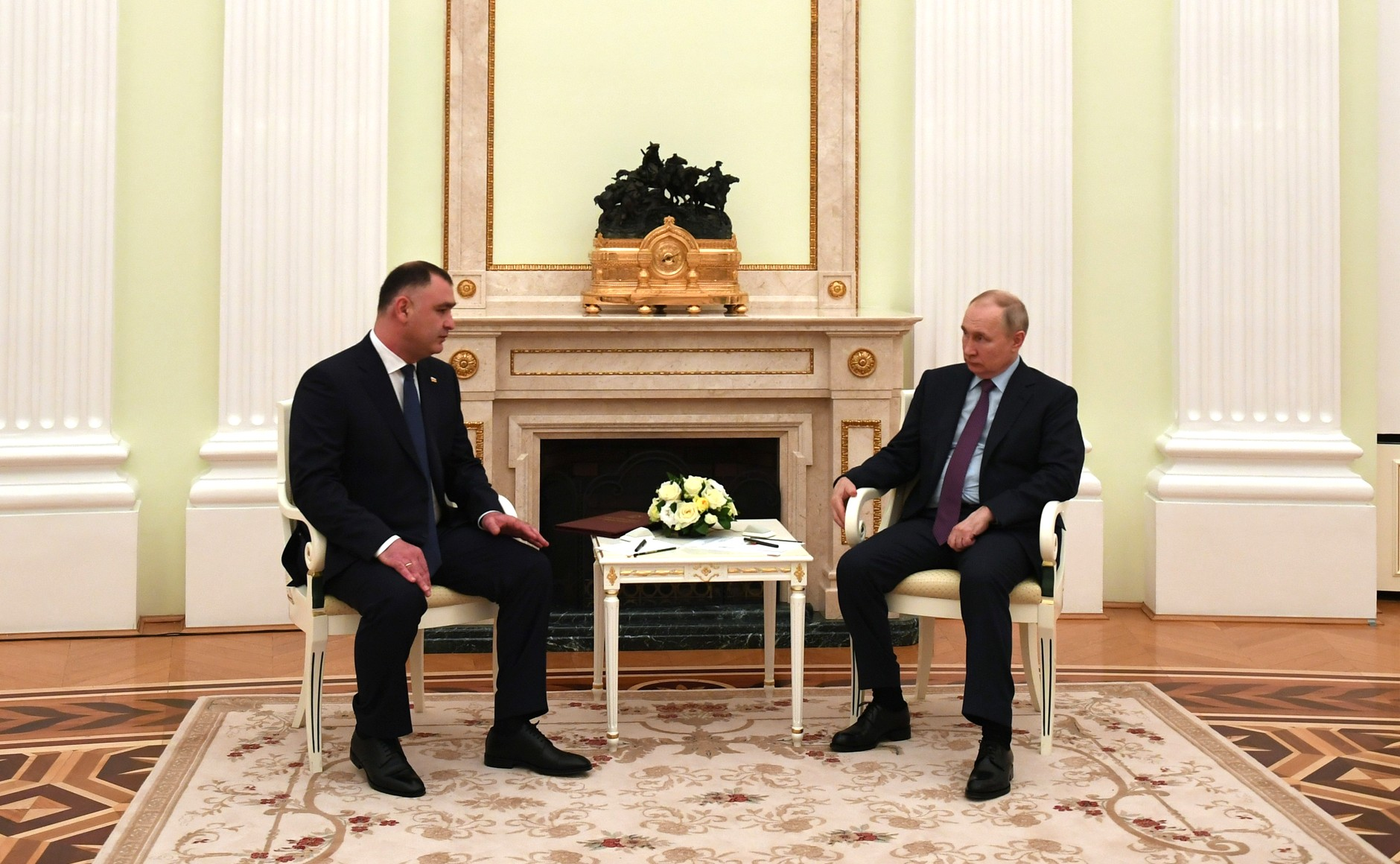
President Alan Gaglojev op bezoek bij Vladimir Poetin (maart 2023).

In aanloop naar de presidentsverkiezingen in april 2022 kondigde president Anatoli Bibilov aan dat Zuid-Ossetië het juridische proces zou starten voor aansluiting bij Rusland. Russische politici reageerden in eerste instantie positief en benadrukten de noodzaak om "de wil van het Ossetische volk tot uitdrukking te brengen" door middel van een referendum. De winnaar van de verkiezingen, Alan Gaglojev, annuleerde het referendum. In maart 2022 werd bekend dat Zuid-Ossetische troepen aan Russische zijde deelnamen aan de oorlog in Oekraïne.

## Geografie
Zuid-Ossetië is een bergachtig gebied in de Kaukasus op het grensvlak van Oost-Europa en West-Azië dat de jure onderdeel is van Georgië. Het heeft een oppervlakte van 3.900 km² met een maximale noord-zuid afstand van 79 kilometer en oost-west van 88 kilometer.

### Fysieke kenmerken

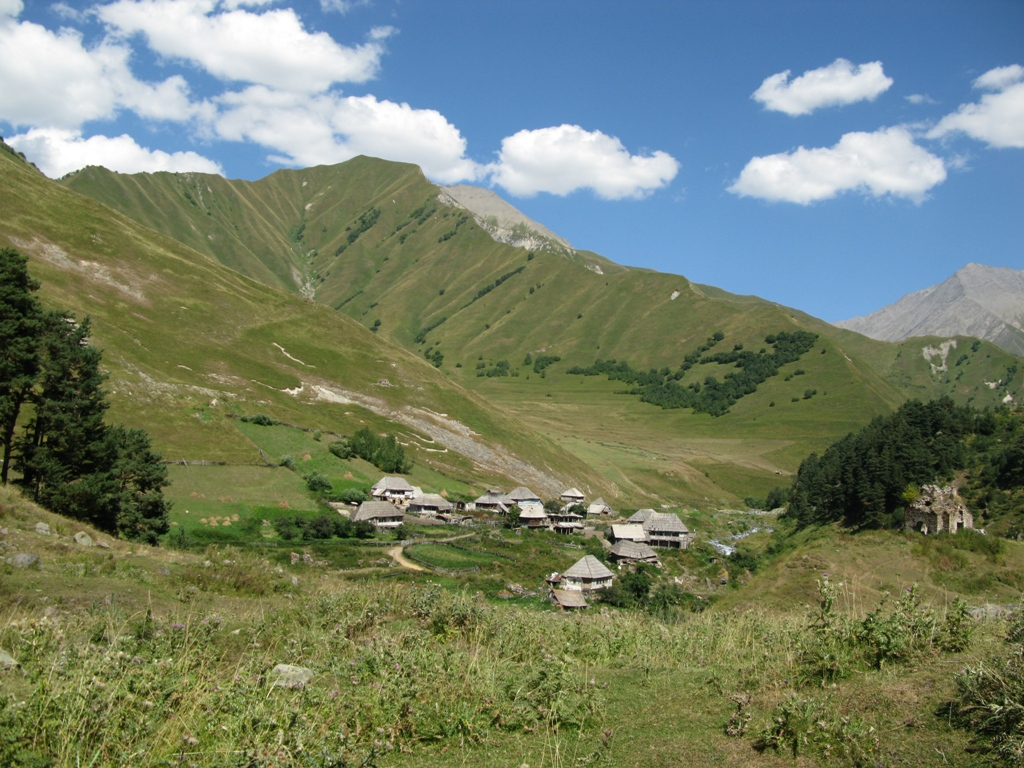
Zuid-Ossetië is bergachtig.

Zuid-Ossetië ligt in de zuidelijke hellingen van de Grote Kaukasus, de bergkam die de grens met Rusland vormt, terwijl noord-zuiduitlopers daarvan het gebied doorkruisen en overgaan in de Sjida Kartlivlakte. Dit is een geologisch plateau in het centrum van Georgië, waar de zuidelijke lager gelegen en meest bevolkte delen van Zuid-Ossetië in liggen. Zuid-Ossetië ligt tussen de 700 en 3.938 meter boven zeeniveau, waarbij ongeveer 90% boven de 1.000 meter ligt. De Chalatsa-berg op de grens met Rusland is de hoogste berg van Zuid-Ossetië. Bergweiden overheersen in de hooglanden, terwijl in de lagere delen bruine bosgronden overheersen.
De Ratsja- en Lichigebergtes vormen de westelijke geografische grens van Zuid-Ossetië, waarbij de noordwestelijke hoek aan de andere kant van de waterscheiding van deze gebergtes ligt en tot het stroomgebied van de Rioni behoort. Het Charoelagebergte scheidt het oostelijke door etnisch Georgiërs bewoonde district Achalgori van de rest van Zuid-Ossetië en is de scheiding van de rivieren Liachvi en Ksani, terwijl het Lomisigebergte vrijwel de gehele oostelijke grens vormt. 
De zuidelijke grens van Zuid-Ossetië loopt voornamelijk langs de scheidslijn van het voorgebergte en de Sjida Kartlivlakte, maar is verder niet duidelijk geografisch afgebakend. In het centrale noorden van Zuid-Ossetië ligt het Germoechigebergte, een massief met toppen ruim boven de 3.000 meter boven zeeniveau. Dit gebergte scheidt de Kleine- en Grote Liachvi rivieren. In de hoogste delen van Zuid-Ossetië is een aantal kleine gletsjers te vinden die in het bovenste stroomgebied van de Liachvi en de Rioni liggen.
Het grootste deel van Zuid-Ossetië ligt in het Mtkvari-bekken dat afvloeit naar de Kaspische Zee, terwijl het noordwestelijke deel in het Rioni-bekken ligt en afvloeit naar de Zwarte Zee. De Lichi- en Ratsjagebergtes fungeren als waterscheiding tussen deze twee bassins. Belangrijke rivieren in Zuid-Ossetië zijn de Grote- en Kleine Liachvi, Ksani en Prone die in de Mtkvari afvloeien en de Kvirila en Medzjoeda die in de Rioni afvloeien.
De natuurlijke barrière die de Grote Kaukasus vormt blijkt ook uit het gegeven dat er slechts één weg door de bergketen naar Rusland is. De Transkam door de Roki-tunnel naar de Russische deelrepubliek Noord-Ossetië werd pas in 1986 voltooid. Het Transkam-gedeelte in Zuid-Ossetië maakt in wezen deel uit van de Georgische S10, hoewel de centrale Georgische autoriteiten feitelijk geen controle hebben over dat deel. De Roki-tunnel was van vitaal belang voor het Russische leger in de Russisch-Georgische Oorlog van 2008.

### Klimaat
Door de grote hoogteverschillen in Zuid-Ossetië heeft het gebied klimatologische variatie. De hoger gelegen bergachtige gebieden in de nivale zone ervaren koele, natte zomers en sneeuwrijke winters, met vaak meer dan twee meter sneeuw. De toestroom van vochtige lucht van de Zwarte Zee naar Zuid-Ossetië wordt veelal tegengehouden door het Lichigebergte. De Grote Kaukasus, die de grens met Rusland vormt, houdt de aanvoer van koude winterlucht vanuit Centraal-Rusland tegen. De wind komt voor het grootste deel uit zuidzuidoostelijke richting.
Het voorjaar is de natste periode van het jaar, terwijl de zomermaanden de droogste zijn. Het alpiene klimaat in de hooglanden van Zuid-Ossetië heeft gezorgd voor eeuwige sneeuw en gletsjers, waarbij sneeuwval het hele jaar kan voorkomen op de hoge bergpassen. Gemiddeld genomen is het klimaat van Zuid-Ossetië derhalve gematigd, waarbij de gemiddelde temperatuur in januari varieert van -8 graden Celsius in de bergen tot +4,5 graden in de vlakten. In juli varieert deze van respectievelijk +3 tot +25 graden Celsius. De gemiddelde jaarlijkse neerslag bedraagt 400 millimeter in de lage vlakte tot 1800 millimeter in de bergen.
| Maand                                                                              | jan | feb | mrt | apr | mei | jun | jul | aug | sep | okt | nov | dec | Jaar |
| ---------------------------------------------------------------------------------- | --- | --- | --- | --- | --- | --- | --- | --- | --- | --- | --- | --- | ---- |
| Gemiddeld maximum (°C)                                                             | 1   | 1   | 5   | 13  | 19  | 23  | 26  | 26  | 21  | 15  | 8   | 2   | 13,4 |
| Gemiddeld minimum (°C)                                                             | −6  | −7  | −3  | 3   | 8   | 12  | 15  | 15  | 11  | 6   | 1   | −4  | 4,3  |
|                                                                                    |     |     |     |     |     |     |     |     |     |     |     |     |      |
| Neerslag (mm)                                                                      | 45  | 47  | 64  | 72  | 52  | 37  | 33  | 27  | 32  | 59  | 54  | 49  | 571  |
| Regendagen (dag)                                                                   | 12  | 12  | 13  | 13  | 13  | 12  | 12  | 10  | 8   | 11  | 11  | 12  | 139  |
| Bron: Meteo Blue, Klimaatinfo, Kennisportaal over klimaatverandering - Wereldbank. |     |     |     |     |     |     |     |     |     |     |     |     |      |

## Demografie

Inwonersaantal Zuid-Ossetië vanaf 1926
Bronnen:

Volgens het statistisch overzicht van 2023 telde Zuid-Ossetië op 1 januari 2024 56.692 inwoners, een stijging van zes procent (ruim 3.000 inwoners) ten opzichte van de volkstelling van oktober 2015 toen 53.532 inwoners geteld werden. Deze stijging vond voornamelijk tussen 2015 en 2018 plaats, sindsdien schommelt het aantal rond de 56.500 inwoners.
Zuid-Ossetië had gedurende de Sovjet-periode decennialang een stabiel aantal van bijna honderdduizend inwoners, maar sinds het uiteenvallen van de Sovjet-Unie is dat drastisch afgenomen, vooral als gevolg van de burgeroorlog die zowel etnische Georgiërs en Osseten in groten getale verdreef. In 2004 zou het aantal inwoners rond de 65.000 hebben gelegen, volgens grove schattingen van internationale organisaties. Er zijn van deze periode geen census data. De Georgische volkstelling van 2002 werd alleen gehouden in delen die het toen controleerde. Als gevolg van de Russisch-Georgische oorlog in 2008 raakten nog eens vele duizenden ontheemd, waarvan slechts een deel, met name Osseten, is teruggekeerd. Circa 26.000 Georgiërs kunnen permanent niet terug naar Zuid-Ossetië en wonen in speciale dorpen.
De totale urbanisatiegraad in Zuid-Ossetië is 68% (2024), wat voornamelijk komt door hoofdstad Tschinvali waar 60% van de bevolking van Zuid-Ossetië woont (34.185, 2024). Andere belangrijke plaatsen in Zuid-Ossetië, bestuurlijke centra van de districten, hebben een veel kleinere omvang. Naast Tschinvali heeft alleen het voormalige mijnbouwstadje Kvaisa een stadsstatus (sinds 2008). De bestuurlijke centra Dzjava (Dzau genaamd in Zuid-Ossetië), Achalgori (Leningor) en Kornisi (Znaur) zijn gekwalificeerd als nederzetting met stedelijk karakter (Russisch: Поселки городского типа)
| Tschinvali                                                                  | г. Цхинвал              | ცხინვალი      | 4.543  | 13.810  | 21.641 | 30.311 | 34.185 | 42.934 | 30.432 | 33.421 |
| Dzjava                                                                      | пгт Дзау (Dzau)         | დაბა ჯავა     | 376    | 768     | 856    | 1.886  | 1.502  | 1.524  | 2.111  | -      |
| Achalgori                                                                   | пгт Ленингор (Leningor) | დაბა ახალგორი | 640    | 1.413   | -      | 1.584  | 1.917  | 2.457  | 1.033  | -      |
| Kvaisa                                                                      | г. Квайса               | დაბა კვაისი   | -      | -       | 2.320  | 2.327  | 1.641  | 2.264  | 985    | 917    |
| Kornisi                                                                     | пгт Знаур (Znaur)       | დაბა ყორნისი  | -      | 100     | 594    | 694    | 763    | 755    | 451    | -      |
| Totaal                                                                      | Totaal                  | Totaal        | 75.056 | 106.118 | 96.807 | 99.421 | 97.988 | 98.527 | 53.532 | 56.692 |
| Verantwoording data: Sovjet census data en Zuid-Osseetse statistische data. |                         |               |        |         |        |        |        |        |        |        |

#### Etnische samenstelling
De Osseten vormen veruit de grootste bevolkingsgroep in Zuid-Ossetië. Volgens de volkstelling van 2015 waren 48.146 van de toenmalige 53.532 inwoners etnische Osseten (89,9%). De tweede grote bevolkingsgroep waren de Georgiërs met 3.966 inwoners (7,4%), op afstand gevolgd door Russen (610), Armeniërs (378), Oekraïners (88), Azerbeidzjanen (50) en de rest bestond uit kleinere bevolkingsgroepen. De Georgiërs wonen nog voornamelijk in het oostelijke Achalgori district en het gelijknamige stadje. In dit district zijn Georgiërs in de meerderheid (56%). Kleinere clusters van de Georgische gemeenschap bevinden zich langs de zuidelijke begrenzing van Zuid-Ossetië in het laagland en in het bergachtige westelijke grensgebied.
Sinds de oprichting in 1922 van de Zuid-Ossetische Autonome Oblast in de Georgische SSR bestond de bevolking vrij constant voor ruim 2/3 uit Osseten, terwijl het aandeel Georgiërs tussen de 25-30% schommelde. Dit veranderde radicaal met de burgeroorlog in de jaren 1990 en daarna, met name door etnische zuiveringen jegens de Georgische minderheid en het verhinderen van terugkeer van de (Georgische) interne vluchtelingen. In tegenstelling tot de rest van de Georgische Sovjetrepubliek waren Russen minder aanwezig in Zuid-Ossetië. De hoofdstad Tschinvali werd in de jaren 1920 nog voornamelijk door Georgiërs bewoond, en kende een grote Georgisch Joodse populatie. In 1939 waren de Osseten al de grootste bevolkingsgroep met 44,3% en in 1959 waren ze in de meerderheid (65,8%).
De Georgische gemeenschappen in Zuid-Ossetië staan nog steeds onder druk. De Zuid-Osseetse autoriteiten hebben in 2020 een programma opgezet dat Georgische inwoners van met name het district Achalgori (Leningor) moet stimuleren te migreren naar Georgisch gecontroleerd gebied.
| Osseten   | 60.351 | 69,1% | 72.266  | 68,1% | 63.698 | 65,8% | 66.073 | 66,5% | 65.077 | 66,4% | 65.232 | 66,2% | 48.146 | 89,9% |
| Georgiërs | 23.538 | 26,9% | 27.525  | 25,9% | 26.584 | 27,5% | 28.125 | 28,3% | 28.187 | 28,8% | 28.544 | 29,0% | 3.966  | 7,4%  |
| Russen    | 157    | 0,2%  | 2.111   | 2,0%  | 2.380  | 2,5%  | 1.574  | 1,6%  | 2.046  | 2,1%  | 2.128  | 2,2%  | 610    | 1,1%  |
| Armeniërs | 1.374  | 1,6%  | 1.537   | 1,4%  | 1.555  | 1,6%  | 1.254  | 1,3%  | 953    | 1,0%  | 984    | 1,0%  | 378    | 0,7%  |
| Joden     | 1.779  | 2,0%  | 1.979   | 1,9%  | 1.723  | 1,8%  | 1.485  | 1,5%  | 654    | 0,7%  | 396    | 0,4%  | -      | -     |
| Anders    | 216    | 0,2%  | 700     | 0,7%  | 867    | 0,9%  | 910    | 0,9%  | 1.071  | 1,1%  | 1.453  | 1,5%  | 432    | 0,8%  |
| Totaal    | 87.375 |       | 106.118 |       | 96.807 |       | 99.421 |       | 97.988 |       | 98.527 |       | 53.532 |       |

### Taal
Het Ossetisch en het Russisch zijn de door de separatisten gehanteerde en opgelegde talen. Na een referendum tijdens presidentsverkiezingen in 2011 is de Russische taal juridisch gelijkgesteld aan het Ossetisch, niet tot ieders tevredenheid in Zuid-Ossetië. De tegenstanders vonden dat het Russisch geen extra bescherming nodig heeft terwijl het Ossetisch juist als kleine taal in het voortbestaan bedreigd wordt. Het Georgisch heeft geen bijzondere status. De verdeling van de moedertaal loopt precies langs de etnische scheidslijn.
In de praktijk lopen de Georgiërs toenemend tegen obstakels aan ten aanzien van hun taalrechten. In 2017 werden alle Georgisch-talige scholen verplicht over te schakelen naar Russisch als primaire taal van onderwijs. Een van de secundaire redenen die aangehaald werden was dat de Georgische scholen boeken uit Tbilisi gebruiken en dat de Zuid-Ossetische autoriteiten geen middelen hebben om hun eigen boeken te vertalen naar het Georgisch. Leider Anatoli Bibilov stelde dat "de bevolking van het district Achalgori zich deel moet voelen van Zuid-Ossetië, in plaats van Georgië […] We leven in één staat." Een schooldirecteur werd in 2020 ontslagen omdat ze weigerde Georgische leerlingen weg te sturen. Volgens getuigenissen is er ook sprake van gespreksverboden in het Georgisch buiten lesuren of tussen medewerkers. Freedom House heeft in haar jaarlijkse rapportage dan ook vanwege de stelselmatige taalonderdrukking een slechte score gegeven voor de onderwijsvrijheid in Zuid-Ossetië.

## Bestuurlijke indeling
Voor de Zuid-Ossetische separatistische autoriteiten is de republiek bestuurlijk onderverdeeld in vier rajons (район, rajon, district) en twee apart bestuurde steden (cахар, sahar/город, gorod), namelijk hoofdstad Tschinvali en voormalige mijnbouwplaats Kvaisa. De rajons zijn onderverdeeld in 40 'landelijke administraties' (сельских администраций, sel'skikh administratsiy, gemeenschappen) die 290 dorpen omvatten. Er zijn daarnaast drie nederzettingen met stedelijk karakter (Russisch: посѐлка городского типа; posèlka gorodskogo tipa), te weten Dzau (Dzjava), Znaur (Kornisi) en Leningor (Achalgori). Zuid-Ossetië hanteert andere toponiemen dan Georgië.
| Dzau                  | 1.500 km² | 5.931  |
| Leningor              | 993 km²   | 2.865  |
| Tschinvali (district) | 1.000 km² | 8.409  |
| Znaur                 | 400 km²   | 4.386  |
| Kvaisa (stad)         |           | 917    |
| Tschinvali (stad)     |           | 34.184 |

### Bestuurlijke indeling volgens Georgië
De Georgische autoriteiten erkennen sinds de afschaffing van de Zuid-Osseetse autonomie in 1990 de bestuurlijke eenheid van Zuid-Ossetië niet. Het gebied werd in de jaren 1990 over verschillende Georgische districten en regio's verdeeld. Na de burgeroorlog in 1991-1992 stond slechts een deel onder Georgisch gezag, met name etnisch Georgisch bewoonde gebieden in het zuiden en oosten. Door de voortdurende patstelling in het Georgisch-Ossetisch conflict bleek de bestuurlijke indeling die door Georgië gehanteerd werd niet praktisch.   
Tijdens de hervorming van het lokale bestuur in 2005 en 2006 werden een aantal nieuwe bestuurlijke eenheden in het gebied van Zuid-Ossetië opgericht. Dit kwam neer op de introductie van tijdelijke gemeenten voor het lokale bestuur van de plaatsen waar Georgië het gezag nog over had: de gemeenten Eredvi, Koerta en Tigva werden naast het bestaande Achalgori opgericht. In een parallelle ontwikkeling in 2006 organiseerde de Zuid-Osseetse oppositiebeweging Reddingsunie van Osseten een alternatieve leiderschapsverkiezing vanuit het Georgisch gecontroleerde deel van Zuid-Ossetië, tegelijkertijd met de presidentsverkiezingen van de Zuid-Osseetse separatisten. 
Voormalig Zuid-Osseets premier Dmitri Sanakojev, die diende onder de eerste president van het separatistische Zuid-Ossetië Ljoedvig Tsjibirov, won deze verkiezing. Hij zette een alternatieve regering op, die in mei 2007 door Georgië erkend werd als het legitieme interim-gezag over de Provisionele Territoriale Eenheid Zuid-Ossetië tot een definitieve uitkomst over de status van het gebied Zuid-Ossetië. Deze Zuid-Osseetse Administratie zetelde in Koerta, een etnisch Georgisch dorpje ten noorden van de Zuid-Osseetse hoofdstad Tschinvali, en overzag ook de tijdelijke gemeenten. Als gevolg van de oorlog in 2008, waarbij Georgië het gezag over het gebied geheel verloor, is deze bestuurlijke indeling vooral een papieren werkelijkheid geworden. De Zuid-Osseetse Administratie zit sindsdien in ballingschap in Tbilisi. Het behartigt voornamelijk de belangen van vluchtelingen uit Zuid-Ossetië die in speciale nederzettingen wonen.

## Bestuur en politiek

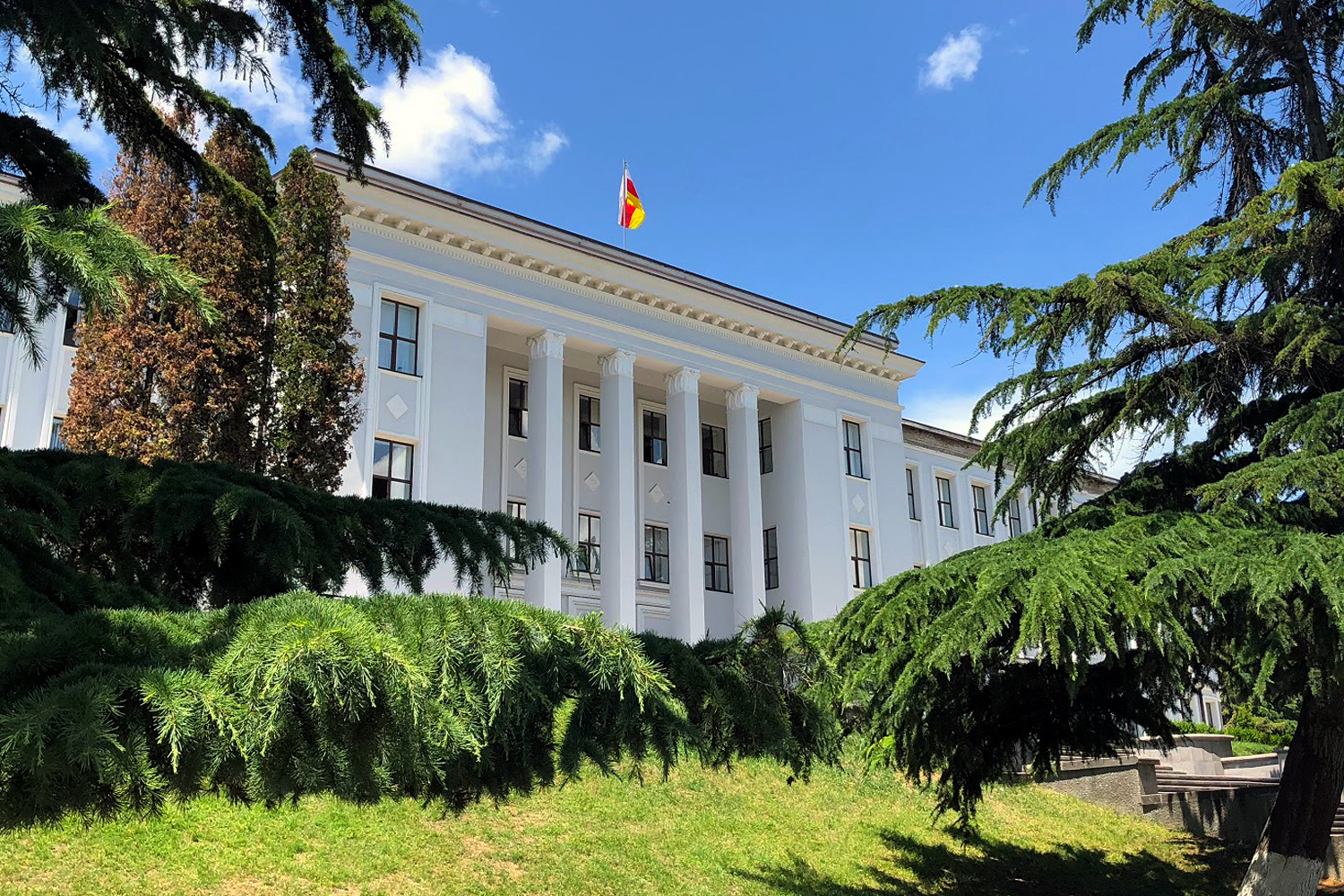
Parlement in Tschinvali.

Op 2 november 1993 werd de eerste grondwet van de zelfverklaarde Republiek Zuid-Ossetië aangenomen, waarmee een presidentiële bestuursvorm werd geïntroduceerd. Een herziene versie van de grondwet werd op 8 april 2001 per referendum bekrachtigd. Volgens deze grondwet, die niet door Georgië wordt erkend, is de president staatshoofd van de Republiek Zuid-Ossetië en hoofd van de uitvoerende macht van de regering. Het parlement van Zuid-Ossetië kent eenkamer met 34 leden en is het wetgevende orgaan van Zuid-Ossetië. Georgië en het merendeel van de internationale gemeenschap (VS, EU, OVSE e.a.) erkennen verkiezingen van zowel president als parlement in Zuid-Ossetië niet. De OVSE stuurt geen verkiezingswaarnemers. De autoriteiten in Zuid-Ossetië rekruteren doorgaans in samenwerking met Rusland waarnemers uit sympathiserende kringen. Deze komen veelal uit landen die Zuid-Ossetië erkennen, zoals Rusland, Venezuela of Syrië, maar ook uit EU-lidstaten.

### President
De president van de republiek wordt voor vijf jaar gekozen door middel van een rechtstreekse volksstemming, met een maximum van twee achtereenvolgende termijnen. Op 24 mei 2022 werd Alan Gaglojev geïnstalleerd als vijfde president van de zelfverklaarde republiek. Hij had de omstreden verkiezingen in twee rondes gewonnen van de herkiesbare Anatoli Bibilov.

### Parlement
Het eenkamer parlement van Zuid-Ossetië van 34 leden is het wetgevende orgaan van Zuid-Ossetië en wordt voor vijf jaar door de bevolking gekozen. In 2019 werd een gemengd kiessysteem ingevoerd waarbij 17 leden gekozen worden via enkelvoudige districten en 17 leden door middel van evenredige vertegenwoordiging.
Verenigd Ossetië, opgericht door Anatoli Bibilov werd in bij de verkiezingen van 2014 en 2019 de grootste partij. Deze partij zet in op vereniging met Noord-Ossetië en Rusland. Verenigd Ossetië tekende in 2018 een samenwerkingsverband met de Bosnisch-Servische regeringspartij Alliantie van Onafhankelijke Sociaal-Democraten, en in 2022 met de Verenigd Rusland partij van president Vladimir Poetin.

## Russische militaire aanwezigheid

4e Garde Militaire Basis
FSB Grenswachtbases
Trainingterreinen
Grensovergangen
Doorgang (alleen lokalen)
Doorgang Ergneti (alleen autoriteiten)

Een direct gevolg van de Russisch-Georgische Oorlog in 2008 was de sterk toegenomen Russische militaire aanwezigheid in zowel Zuid-Ossetië als Abchazië. In de periode 1992-2008 was in beide regio's een Russische vredesmacht aanwezig, maar deze had een beperkte grootte en was lichtbewapend. Het zespuntenakkoord dat op 12 augustus 2008 gesloten werd, bepaalde dat de "Russische strijdkrachten terug zullen keren naar hun posities vóór het begin van de vijandelijkheden", wat het hele de jure territorium van Georgië betrof.
Rusland erkende op 26 augustus 2008 de onafhankelijkheid van Zuid-Ossetië, wat de weg vrijmaakte om het verblijf van strijdkrachten buiten het zespuntenakkoord te legitimeren. Volgens Rusland was Zuid-Ossetië een "soevereine staat" en geen onderdeel van Georgië. Het sloot vervolgens een "bilaterale" militair samenwerkings- en integratieovereenkomst met Zuid-Ossetië. Sindsdien stelt Georgië dat Zuid-Ossetië door Rusland bezet wordt. Het wordt hierin gesteund door internationale partners.

### Militaire bases
In 2009 begon de Russische Federatie de militaire infrastructuur in Zuid-Ossetië sterk uit te breiden. Eerst werd de 4e Garde Militaire Basis bij Tschinvali opgericht met een dependance bij het centraal gelegen Dzjava (in het dorp Oegardanta), op basis van een overeenkomst voor de duur van 49 jaar. Daarna begon Rusland met de bouw van grenswachtbases om de zogenaamde "staatsgrens" van Zuid-Ossetië af te bakenen en te "beschermen". Volgens een rapport van Amnesty International werden in totaal 19 van deze zogeheten "gemilitariseerde grenswachtbases" gebouwd nabij de grens van Zuid-Ossetië met centraal gecontroleerd Georgië. Deze kwamen onder het bevel van de Russische FSB-grenswachtdienst.
Naast deze faciliteiten zijn er ook een tweetal grote oefenterreinen bij Dzjava en aan de noordkant van Tschinvali, op de linkeroever van de rivier de Liachvi. In Zuid-Ossetië zijn naar schatting 3500 Russische militairen en ongeveer 1500 FSB-grenswachten gestationeerd. De gevolgen van deze feitelijke Russische bezetting zijn significant voor de lokale bevolking rond de conflictlijn. Er worden wekelijks mensen gearresteerd en gevangen gezet voor het "illegaal oversteken van de grens", burgers kunnen over en weer familie, vrienden, begraafplaatsen et cetera niet bezoeken en de feitelijke grens is door de jaren heen steeds meer fysiek gemaakt door hekken, prikkeldraad of andere vormen van zichtbare (en eenzijdige) demarcatie.

## Mensenrechten

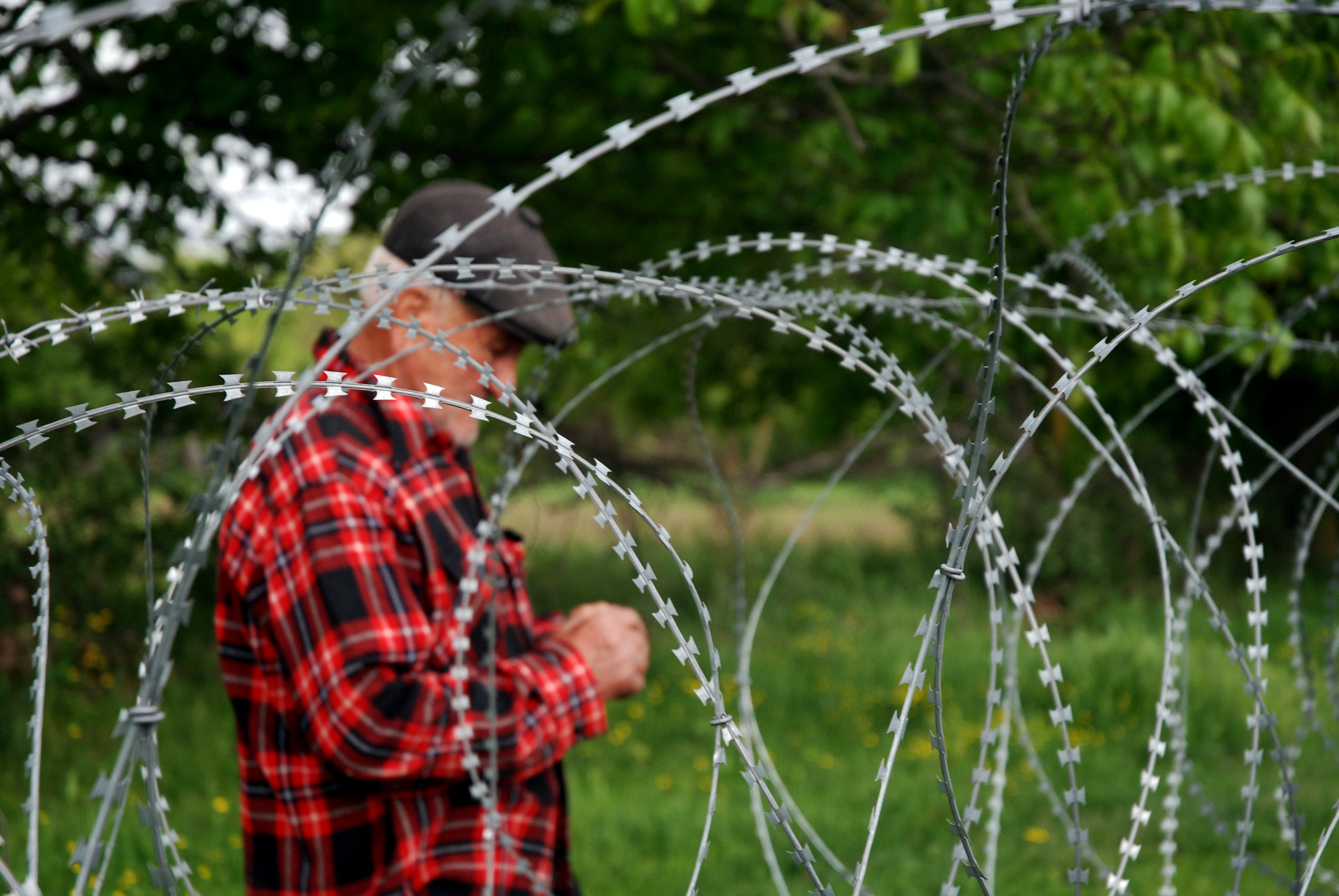
Grensdemarcatie heeft grote impact voor lokale inwoners, zoals hier in Choervaleti.

Het Georgisch-Ossetisch conflict heeft tijdens en na de oorlogen van 1991-1992 en 2008 veel mensenrechtenschendingen gekend. Ook onder de feitelijke Russische bezetting vanaf 2008 is er sprake van stelselmatige schending van mensenrechten. Dit treft met name de Georgische gemeenschap, wat regelmatig op internationale podia wordt aangekaart. Het wordt de achtergebleven gemeenschap van ongeveer 4000 Georgiërs in toenemende mate lastig gemaakt om naar centraal gecontroleerd Georgië te reizen, bijvoorbeeld voor toegang tot boerenland, sociale of medische bezoeken en het innen van het Georgische pensioen. Hetzelfde geldt voor de omgekeerde richting, vanuit Georgisch gecontroleerd gebied naar Zuid-Ossetië.
De grenssituatie treft ook de toegang voor de Georgische gemeenschap in Zuid-Ossetië tot het hoger onderwijs in bijvoorbeeld Tbilisi. In 2017 werden alle Georgisch-talige scholen verplicht over te schakelen naar Russisch als primaire taal van onderwijs (zie 'Taal'). Georgiërs in Zuid-Ossetië kunnen geen lokale Zuid-Osseetse 'nationaliteit' krijgen zonder afstand te doen van de Georgische, waardoor zij geen aanspraak kunnen maken op rechten zoals stem- of pensioenrecht. Zuid-Osseetse regels staan een dubbele nationaliteit in combinatie met de Russische wel toe.

### Impact grensdemarcatie

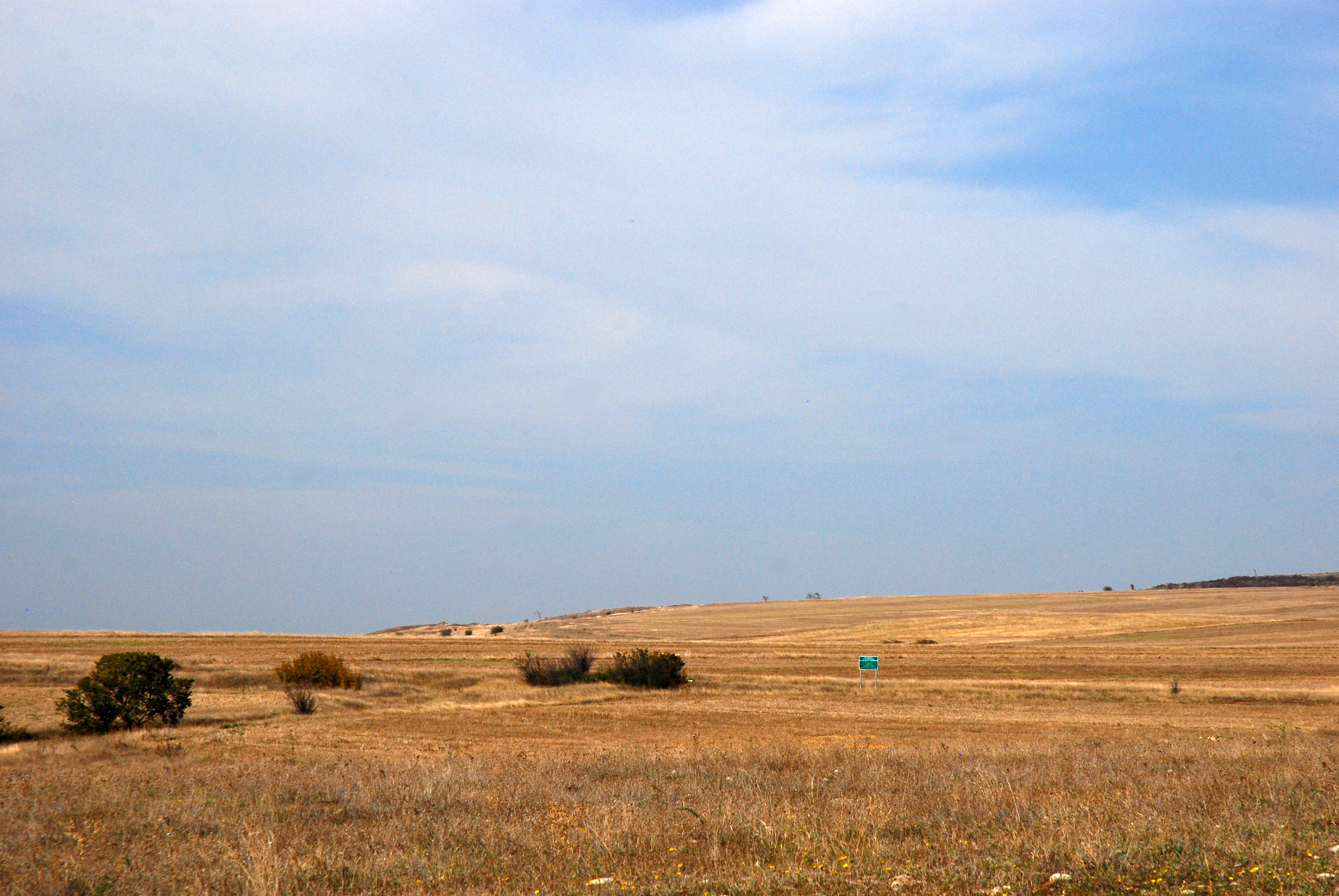
Grensbord middenin het akkerland.

De feitelijke grens is sinds 2008 op veel plaatsen fysiek zichtbaar gemaakt, met name langs de zuidelijke grens, zoals bij Choervaleti en Zemo Nikozi. Voorheen kende Zuid-Ossetië een administratieve grens, maar sinds de erkenning van de onafhankelijkheid door Rusland zijn de separatistische autoriteiten van Zuid-Ossetië in samenwerking met Rusland bezig de "staatsgrens" te markeren en wordt deze ook gehandhaafd. Er zijn honderden grensborden geplaatst, ruim 70 kilometer grens is van hekken of prikkeldraad voorzien en er zijn greppels gegraven als markering. De markering loopt soms dwars door dorpen of percelen landbouwgrond. Volgens mensenrechtelijke verdragen is deze belemmering een schending van het "recht op vrij verkeer" (binnen een staat).
Passage via een aantal Zuid-Osseetse controleposten wordt veelal belemmerd en deze zijn lange tijd gesloten gehouden. Dit had ook zijn weerslag op medisch noodzakelijke reizen en spoedtransporten naar centraal Georgisch gebied, met name voor de Georgiërs in het district Achalgori. Tbilisi is voor hen veel beter en sneller bereikbaar dan de Zuid-Osseetse hoofdstad Tschinvali, en de faciliteiten zijn in Tbilisi beter. Deze situatie heeft tot diverse doden geleid als gevolg van vertraagde spoedzorg. In augustus 2022 werd door de Zuid-Osseetse leider Alan Gaglojev het beleid rond deze doorgangen versoepeld en werden twee doorgangen tien dagen per maand geopend.
De Russische FSB-grenswacht, die de grensbewaking uitvoert, arresteert maandelijks tot tientallen personen in de buurt van de feitelijke grens, voornamelijk Georgiërs. Vaak worden deze naar Tschinvali gebracht waarna ze na een berechting vanwege "illegaal oversteken van de grens" met een boete een paar dagen later overgedragen worden aan de Georgische autoriteiten. De EU Monitoring Missie is hier altijd bij betrokken als facilitator van de 'hot line' en het contact tussen de de facto Zuid-Osseetse en Georgische autoriteiten. Sinds 2021 nam het aantal langdurige gevangenzetting van dergelijke arrestanten toe. Georgië beschouwt deze praktijken als illegaal en kaart dit periodiek aan bij de verschillende internationale overlegrondes die er zijn, alsmede in internationale gremia.

### Etnische zuivering
Terwijl Osseetse vluchtelingen van de gewapende conflicten in principe terug konden keren naar Zuid-Ossetië indien zij dat wensten, konden Georgiërs dat niet. Behalve de weigering hen toe te laten, werden vele etnisch-Georgische dorpen in Zuid-Ossetië tijdens en na de oorlog in 2008 vernield en onbewoonbaar gemaakt (bijvoorbeeld Avnevi, Koerta en Tamarasjeni). Er werd met andere woorden voor gezorgd dat Georgiërs geen plaats meer hebben om naar terug te keren. De Europese Unie, Parlementaire Vergadering van de Raad van Europa en de Verenigde Naties hebben regelmatig resoluties aangenomen waarin het fundamentele recht op terugkeer wordt erkend, de gedwongen demografische verandering onacceptabel wordt genoemd en het recht op ongehinderde toegang tot humanitaire en medische zorg wordt onderstreept.
De verslechterende situatie sinds 2019, door het moeilijker worden naar Georgisch gecontroleerd gebied te reizen, de gesloten grensdoorgangen, en de daaropvolgende coronapandemie, hebben ertoe bijgedragen dat ook de achtergebleven Georgiërs langzamerhand het gebied verlaten. De Zuid-Osseetse afscheidingsautoriteiten introduceerden het 'Familie Herenigingsprogramma' wat bedoeld is om Georgiërs in Zuid-Ossetië te stimuleren naar centraal-Georgië te verhuizen. Het programma laat vertrekkers afstand doen van bezit in Zuid-Ossetië en ontneemt hen recht op terugkeer.

## Economie
De economie van Zuid-Ossetië is voornamelijk agrarisch gericht, hoewel minder dan 1% van het landoppervlak van Zuid-Ossetië wordt gebruikt voor akkerbouw. Granen, fruit en wijnstokken zijn de belangrijkste producten. Tevens is er bosbouw en kleinschalige veeteelt. Er zijn ook een aantal industriële faciliteiten, met name rond de hoofdstad Tschinvali. In 2023 schatte het statistisch bureau van Zuid-Ossetië het BBP op ruim 7,5 miljard Russische roebel (€ 76 miljoen). Na de oorlog in de jaren negentig van de 20e eeuw had Zuid-Ossetië het economisch moeilijk. Het Zuid-Ossetische BBP werd in 2002 nog geschat op $15 miljoen ($250 per hoofd van de bevolking).
Eind 2023 werd het aantal werkzame personen vastgesteld op 21.075, terwijl 1.530 personen als werkloos waren geregistreerd, op een totale beroepsbevolking van 40.084 (mannen 18-65, vrouwen 18-60). Er waren 11 industriële ondernemingen waarvan 7 in bedrijf met een totale productie van ruim 209 miljoen roebel. Ter indicatie van de schaal van bedrijvigheid: de grootste werkgever is het staatsbedrijf "Zuid-Ossetische onderneming van bakkerijproducten" dat in 2023 167 werknemers in dienst had, bijna de helft van het totaal in de industrie.

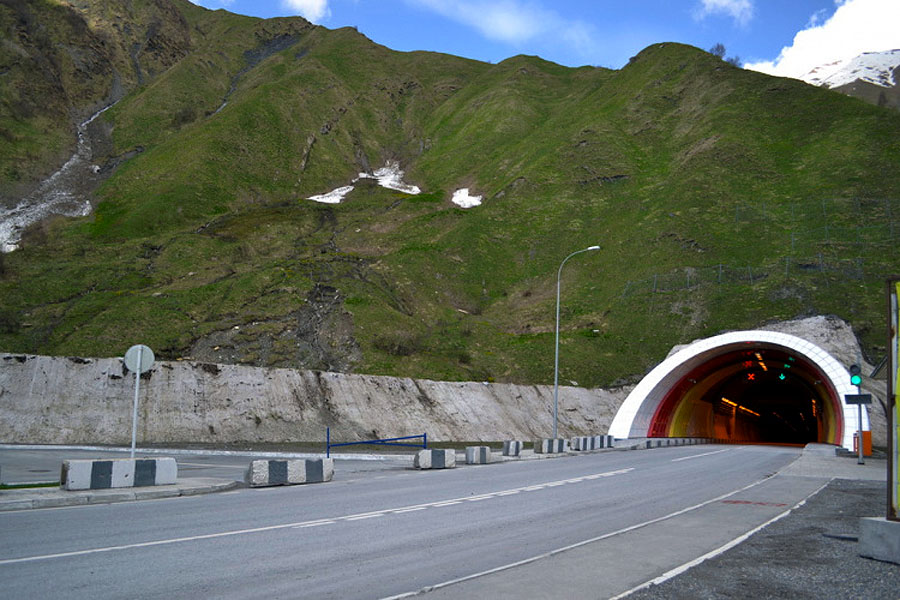
De Roki-tunnel is de levensader van Zuid-Ossetië.

De Roki-tunnel is de levensader van Zuid-Ossetië en is economisch van  essentieel belang. Het is de enige goederentransportroute Zuid-Ossetië in en uit doordat de regio zelf de de facto grens met Tbilisi gecontroleerd Georgië dicht houdt. In het verleden was de tunnel voor de Zuid-Osseten een goede inkomstenbron door douanerechten te heffen op het vrachtverkeer met bestemming Georgië of de zwarte markt in Ergneti. Deze laatste werd in 2004 door de Georgische autoriteiten gesloten vanwege smokkel en ontduiking invoerrechten: Tbilisi had geen controle over de tunnel en liep tot $100 miljoen douaneinkomsten mis. In 2023 bedroegen de inkomsten uit invoerrechten 155 miljoen roebel (€1,6 miljoen).
Vóór de Russisch-Georgische Oorlog van 2008 waren er in Zuid-Ossetië ruim 20 kleine fabrieken, met een totale productie van 61,6 miljoen roebel in 2006, waarvan in 2007 slechts 7 in bedrijf waren. In maart 2009 werd gemeld dat de meeste productiefaciliteiten stilstonden en gerepareerd moesten worden. Er was een tekort aan arbeiders en de bedrijven hadden grote schulden. Tevens sloot Georgië na de oorlog de levering van elektriciteit aan het district Achalgori af, wat de sociaaleconomische situatie in dat gebied verslechterde.
De de facto overheid van Zuid-Ossetië is vrijwel geheel afhankelijk van Russische financiële steun, en in 2009 was toenmalig president Edoeard Kokojti dankbaar voor de Russische hulp voor wederopbouw. In 2010 bestond de Zuid-Osseetse begroting voor bijna 99% uit Russische steun. Volgens de Zuid-Osseetse autoriteiten was de begroting in 2023 voor 80% afhankelijk van de Russische donaties.

## Verkeer en vervoer

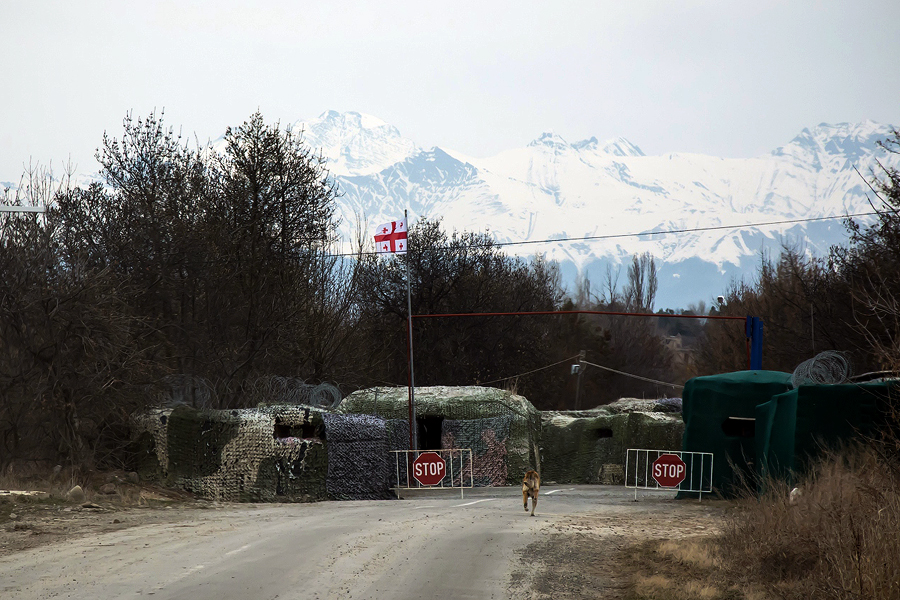
Wegblokkade ten zuiden van Tschinvali

Zuid-Ossetië kent een beperkte vervoersinfrastructuur, zonder spoorwegen, luchthavens en havens. In het gebied liggen enkele hoofdwegen. De enige verbinding van belang met de buitenwereld is naar Rusland. 

### Wegen
De belangrijkste wegen in Zuid-Ossetië verbinden hoofdstad Tschinvali met Rusland en de belangrijkste plaatsen Dzjava, Kvaisa, Kornisi en Achalgori. In de Sovjetperiode was de belangrijkste verbinding door het gebied de weg Gori - Tschinvali - Oni die een regionale status kende. In 1986 werd de Transkaukasische hoofdweg (Transkam) geopend, die Tschinvali met het Russische Noord-Ossetië verbindt via de bijna 4 kilometer lange Roki-tunnel, destijds de langste autotunnel in de Sovjet-Unie.
In 1996 werd het Georgische wegnummer S10 aan het Transkam-traject Gori - Tschinvali - Roki-tunnel toegekend. Sinds 2008 is deze weg tussen Tschinvali en het nabijgelegen Georgisch gecontroleerde dorpje Ergneti afgesloten. Ook andere wegen tussen Zuid-Ossetië en centraal gecontroleerd Georgië zijn afgesloten. Alleen de regionale weg Gori - Achalgori kent een doorgang voor autoverkeer.

### Spoorwegen
Tschinvali werd in 1940 vanaf Gori per spoor verbonden, wat het eindpunt van de spoorlijn was. De stad is sinds de burgeroorlog in 1991-1992 niet meer per trein te bereiken. Het spoor tussen Tschinvali en het laatste Georgisch gecontroleerde station in Nikozi is grotendeels opgebroken. Een poging in 2004 deze verbinding te herstellen liep destijds op niets uit. Er waren in de 19e en 20e eeuw plannen voor een spoorverbinding door de Grote Kaukasus naar Rusland, via een kilometerslange spoortunnel. Ondanks verschillende onderzoeken kwam deze er niet en werd voorrang gegeven aan de aanleg van een autoweg door de bergen.

## Toerisme

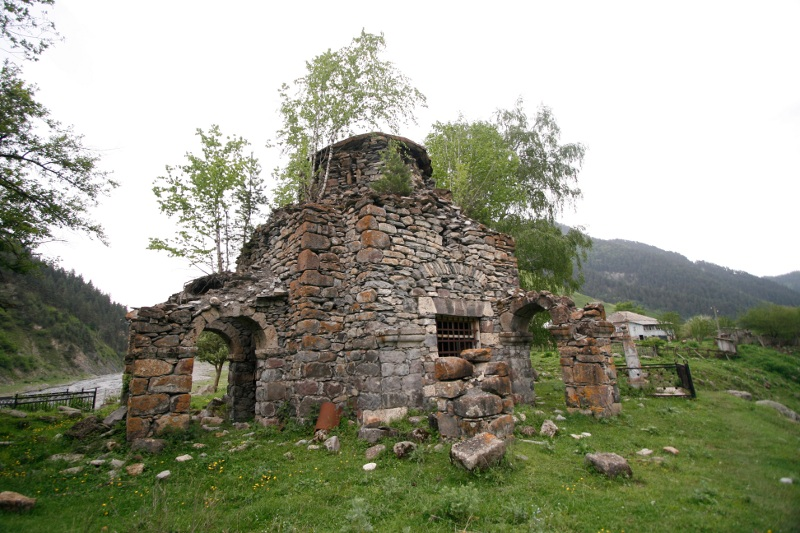
Cultureel erfgoed.

Het toerisme in Zuid-Ossetië is onderontwikkeld en marginaal. In mei 2023 riep de Zuid-Osseetse leider Alan Gaglojev op tot de oprichting van een 'Bureau voor toeristische ontwikkeling'. Hij erkende dat ondanks het grote potentieel van de republiek het resultaat van eerdere inspanningen tot verbetering van het toerisme tot nu toe nul is. In 2019 zou Zuid-Ossetië ongeveer driehonderd toeristische bezoekers hebben gehad.
Er zijn weinig toeristische faciliteiten en de enige wijze van toegang is over de weg vanuit Rusland. De grootste trekpleisters zijn het natuurschoon en de cultuur-historische monumenten. Zuid-Ossetië is voornamelijk een bestemming voor budget-reizigers.
Zuid-Ossetië is vanuit centraal gecontroleerd Georgië niet toegankelijk. De feitelijke Zuid-Osseetse autoriteiten staan inreizen alleen toe vanuit Rusland via de grenspost bij de Roki-tunnel. Hiervoor dient een speciale vergunning te worden aangevraagd. Deze route is in strijd met de Georgische "wet op de bezette gebieden" en reizen naar Zuid-Ossetië kan leiden tot sancties van de Georgische autoriteiten. Het is voor de Georgische autoriteiten alleen toegestaan naar Zuid-Ossetië te reizen via Georgisch gecontroleerd gebied. Het Nederlandse ministerie van Buitenlandse Zaken heeft voor Zuid-Ossetië een negatief (rood) reisadvies afgegeven.